# Impero di Alessandro Magno
Si definisce Impero di Alessandro Magno (anche Impero macedone o Impero ellenistico) l'impero che si sviluppò sotto Alessandro Magno nel corso della sua campagna militare e si affermò nella sua piena grandezza dal 324 al 319 a.C. circa. La valutazione del regno di Alessandro Magno si basa sullo studio della gestione politica ed economica dei territori conquistati o sottoposti alla sua autorità. La prima conseguenza delle conquiste di Alessandro Magno fu la formazione di uno dei più grandi imperi mai formatisi fino ad allora, che riuniva l'Impero persiano achemenide, il Regno di Macedonia, la Grecia ed i confini nord-occidentali dell'India. Tutti i poteri che Alessandro deteneva, per eredità o per conquista, erano riuniti nelle sue sole mani. Apparentemente possiede un potere assoluto per diritto divino.
Poiché la posizione politica di Alessandro in alcune zone era diversamente legittimata e corrispondentemente egli esercitava diversamente la sua sovranità locale, nessun concetto di spazio geografico a questa creazione di stato poteva essere classificato diversamente che con il nome del suo sovrano.
L'Impero di Alessandro si basava su un'unione personale di tre diverse aree di sovranità: il regno dei Macedoni, la parte occidentale dell'impero degli Achemenidi e il regno degli Egizi (controllato, in quel periodo, dalla dinastia achemenide).
Oltre a ciò Alessandro aveva la sovranità sulla maggior parte delle città greche con la Lega di Corinto e su alcune tribù barbare balcaniche.
Il suo impero si estendeva su almeno 20 territori dei moderni Stati di oggi (Grecia, Macedonia,, Bulgaria, Turchia, Siria, Giordania, Israele, Libano, Cipro, Egitto, Libia, Iraq, Iran, Kuwait, Afghanistan, Turkmenistan, Tagikistan, Uzbekistan e Pakistan) e toccava alcune altre nella loro periferia (Ucraina, Romania, Albania, Armenia e India). Tra il 336 e il 323 a.C., assorbendo la porzione occidentale dell'impero achemenide di Persia, portando la propria superficie da 1,2 a 5,2 milioni di km2; divenne così, per un ventennio, il più vasto impero del suo tempo.
Dopo la sua morte il suo impero si dissolse nel quadro delle guerre dei diadochi e fu diviso tra i suoi successori, i diadochi e gli epigoni. Di qui emerse il mondo dei cosiddetti regni ellenistici.

## Caratteristiche

Macedonia e la Lega di Corinto nel 336 a.C.

L'antico Impero persiano degli achemenidi nella sua maggior espansione verso il 500 a.C.

Secondo il moderno neologismo, per "Impero di Alessandro" si intende la costituzione di stati che seguirono storicamente l'antico Impero persiano degli achemenidi, con il quale esso era geograficamente pressoché coincidente, cui si aggiunge solamente la patria degli occupanti macedoni, che aveva esteso la propria egemonia alla parte europea costituita dalle città-stato greche.
Occasionalmente era perciò detto anche "Impero della Grande Macedonia" o "Impero macedone", soprattutto con la campagna di occupazioni di Alessandro, che aveva soppiantato l'antica casta dominante persiana con una nuova macedone, che si componeva della serie dei suoi compagni (hetairoi) e che come suoi successori (diadochoi) caratterizzarono anche l'ulteriore destino storico del Mediterraneo orientale, fino all'occupazione romana.
Inoltre l'Impero di Alessandro era uno stato multietnico, nel quale la sovranità si basava su diversi strumenti di legittimazione, che Alessandro aveva riassunto in sé nella sua unione personale. Solo le sue persone potevano rendersi garanti dell'unità dell'impero, per il quale non c'era un'idea di territorio geografico di appartenenza né esisteva un nome del relativo popolo.
Poiché Alessandro per tutta la sua vita di altro non si era occupato in modo così intenso che della conduzione della guerra, la sua funzione di modello come statista, organizzatore dell'impero e pacificatore fu ed è posta in discussione, tanto più che poco dopo la sua morte, in un decennio, il suo impero collassò.
Augusto lo ha perciò criticato, rimarcando fortemente la funzione di sovrano come servizio alla pace, come sempre richiede l'occupazione di nuovi territori.
Come tuttavia Alexander Demandt ebbe a osservare, Augusto dopo la sua vittoria nella guerra civile romana ebbe a disposizione ancor più decenni di sovranità, dei quali egli poté approfittare per consolidare la pace interna all'impero romano (pax romana).
Invece Alessandro morì a soli 33 anni di età, appena aveva potuto occupare il suo impero, ciò che lo collega piuttosto a Carlo Magno, Gengis Khan e Napoleone Bonaparte i cui imperi caddero parimenti presto, la cui politica però ebbe effetto ancora per secoli.
Soprattutto si potrebbe inquadrare Alessandro solo in parte nel modello più usuale di classica arte di stato, così Alfred Heuß, poiché egli, come antesignano dell'ellenismo, fu più efficace che come uomo di stato.
Tuttavia l'Impero di Alessandro, molto breve e legato all'esistenza di una sola persona, occupa nello sviluppo della teoria dello Stato una posizione molto significativa. Si trattò del primo Stato di grande estensione uscito da un ambiente culturale europeo, che si estendeva su più parti della terra e su più popolazioni, che rese possibile la diffusione della cultura greca oltre i confini delle loro città-stato di origine e che aiutò quest'ultima a diffondersi con l'ellenismo a livello mondiale.
La diffusione della civiltà urbana fu accompagnata dalla fondazione degli Stati di Alessandro, e con le scoperte geografiche annesse si ebbe l'instaurazione di un commercio mondiale euro-asiatico.
Per le successive monarchie europee la forma di stato dell'Impero di Alessandro, con la sua concezione della legittimazione della sovranità, divenne costitutiva, con i tre fattori per la prima volta collegati fra loro, della successione dinastica ereditaria, del riconoscimento da parte dell'esercito per acclamazione e del sacro innalzamento del sovrano a divinità.

## L'impero

Espansione dell'Impero macedone (in viola)

L'impero occupato da Alessandro non era uno Stato unitario, nel quale la sovranità poteva essere acquisita con il subentro in un determinato titolo. Non vi era alcun "re del regno di Alessandro" bensì un re della Macedonia, dell'Asia, di Babilonia e dell'Egitto. La sua sovranità doveva essere giustificata con l'unione della competenza e del titolo, che i concetti tradizionali corrispondevano alle singole parti dell'impero.
A differenza degli achemenidi, Alessandro rispettava e, dove giungeva, reinstaurava anche le culture tradizionali come le tradizioni religiose dei popoli da lui sottomessi, come ad esempio spiega la sua intronizzazione in Egitto. Egli non voleva presentarsi di fronte a loro come un occupante o un sovrano straniero, bensì come conservatore dell'ordine delle loro comunità. In questo senso il suo regno rappresentò un concetto di sovranità staccato dai confini nazionali, che stava quale garante dell'unità del tutto e contemporaneamente quale protettore dei molteplici popoli da lui sottomessi. Già Niccolò Machiavelli ha notato con sorpresa l'assenza di rivolte delle popolazioni asiatiche contro la nuova sovranità ellenistica, tanto sotto Alessandro come sotto i suoi successori, mentre ancora sotto gli achemenidi, particolarmente babilonesi ed egizi, spesso vi erano sollevazioni. L'unità dell'impero si manifestava anche nella unica persona del re, il cui stato non poteva esistere indipendentemente da lui che, dotato di una potenza illimitata, poté organizzare e così lo fece diventare personale.
Alessandro non era neanche re "di" bensì "in" Asia e "in" Egitto, proprio come furono i suoi successori re tolemaici e seleucidi "in Egitto" e "in Siria". Sola eccezione rimane la Macedonia, ove i sovrani potevano chiamarsi "re dei macedoni", prima e dopo Alessandro.
In Europa Alessandro fu innanzitutto re dei Macedoni (basileus Makedonōn), come legittimo successore del padre Filippo II e grazie al riconoscimento da parte dell'esercito macedone. Poiché nello Stato macedone oltre alla monarchia non esisteva alcun organo di controllo, come all'incirca l'eforato a Sparta o il senato a Roma, il re deteneva un potere assoluto come capo supremo. La sua volontà in questioni amministrative e in politica interna ed estera era legge. Solo l'esercito macedone deteneva una funzione indiretta di correzione della sovranità regia, il cui riconoscimento in base alla prova delle sue qualità di comandante e la sua adeguata partecipazione alle vittorie in guerra doveva essere acquisita. Questa forma di legittimazione della sovranità fu caratteristica dei macedoni durante la loro intera storia e si protrasse infine anche nei regni dei diadochi.
Inoltre Alessandro disponeva della posizione, ereditata dal padre, di capo supremo dell'esercito della Lega tessala, di tago, che è paragonabile alla figura di duca nel primo medioevo. Dall'esterno egli era de facto il sovrano della Tessaglia, le cui città per la politica interna mantenevano la loro autonomia. Una simile costellazione si rassegnava di fronte alle città greche rappresentate dalla Lega di Corinto (poleis), che davano alla loro libertà interna molta importanza. Ugualmente Alessandro era subentrato al padre nella posizione del comandante (hēgemon, cioè "Egemone") della lega ed era il loro capo supremo sul campo (strategōs autokratōr). I rapporti delle città con l'egemone erano regolate contrattualmente, ed essi riconoscevano dall'esterno più o meno volenterosamente la sua conduzione politica e militare, specialmente in relazione alle campagne di rappresaglia concluse contro l'antico nemico persiano. Inoltre toccava all'egemone la posizione di potenza garante dell'osservanza della pace comune del territorio (koinē eirēnē), che egli, all'occorrenza manu militari aveva imposto, come nel caso del tentativo di defezione da parte dei tebani nel 335 a.C., che sfociò nella distruzione della città. Come contromossa l'Egemone era obbligato al riconoscimento dell'autonomia interna delle città, nella quale egli non doveva interferire.

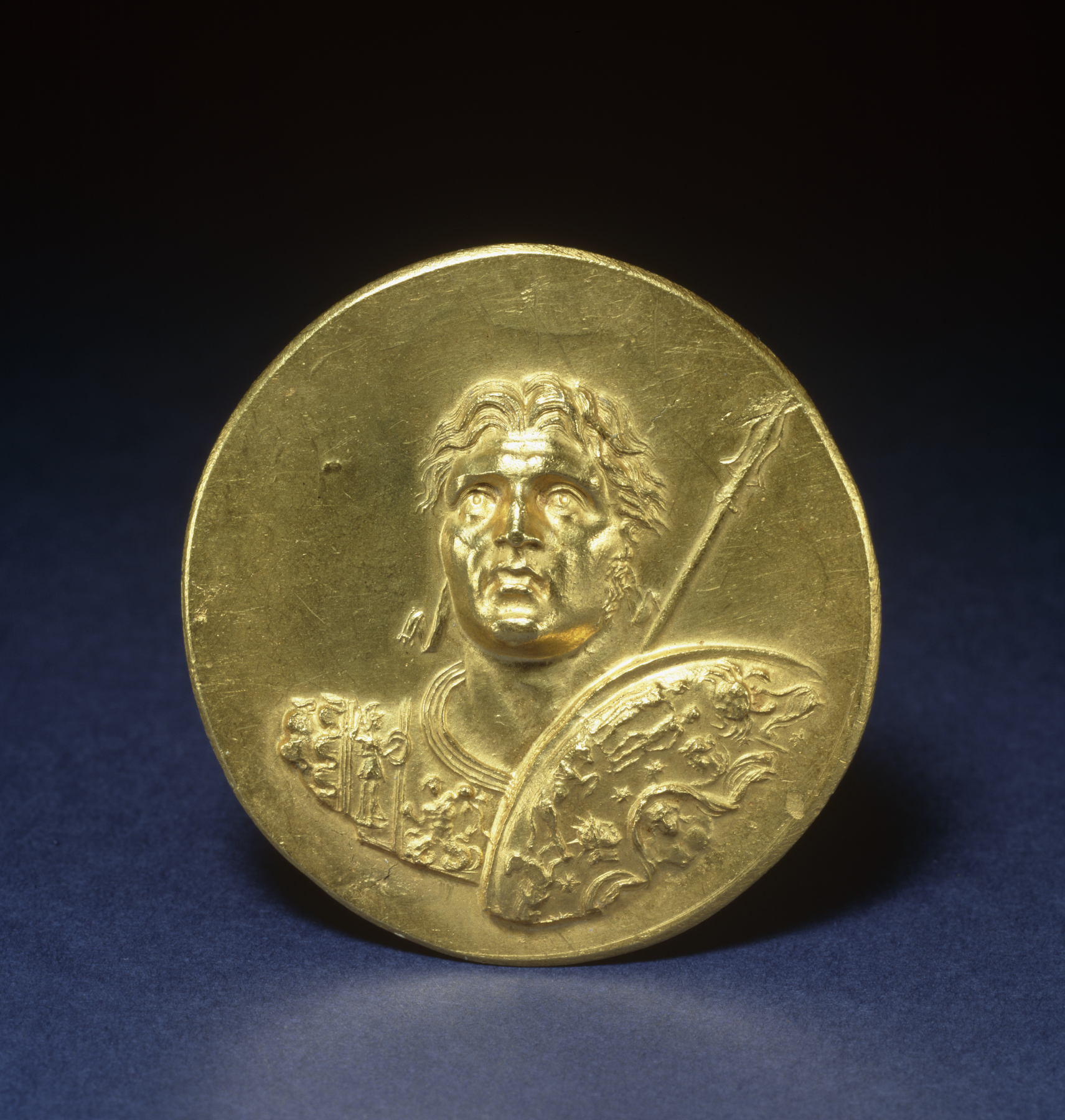
Alessandro il Grande rappresentato come Sovrano del mondo (kosmokratōr), munito di diadema, lancia e scudo. Simboli della sovranità sul mondo sono le figure che si vedono sullo scudo: quello della dea della terra Gea, del dio del sole Elio, della dea della luna Selene e di cinque segni di animali. Medaglione in oro coniato durante la dinastia dei Severi, scoperto ad Abukir nel 1906. Museo numismatico dei Musei statali di Berlino, Berlino.

Alessandro fu accolto in Egitto come liberatore dall'egemonia straniera dei Persiani e a Menfi fu incoronato Faraone con l'antico rito egizio, onore che i re persiani avevano rifiutato. Similmente egli si comportò a Babilonia, ove fu parimenti accolto come liberatore e, secondo il Diario astronomico di Babilonia, come "re del mondo" (šar kiššati).
La sovranità persiana fu, qui come in Egitto, decisamente respinta; la città fu più volte occupata e la distruzione dei suoi templi a torre (Etemenanki) da parte di Serse I aveva creato simili reazioni anti-persiane come in Grecia.
E tuttavia Alessandro rivendicò un legittimo diritto di successione come erede dei re persiani, che dovevano giustificare la loro sovranità in Asia.
Non in ultimo perciò l'impero di Alessandro può essere visto come stato successore dell'impero persiano. È comunque controverso quando Alessandro abbia avuto in programma questa successione. Quando egli nel 334 a.C. iniziò la sua campagna militare verso l'Asia, voleva innanzitutto una rappresaglia per i precedenti attacchi dei persiani contro la Grecia (Guerre persiane) e la prioritaria liberazione delle città greche lungo le coste ioniche nell'Anatolia.
Secondo Diodoro Siculo Alessandro già al suo sbarco sul suolo asiatico fece valere la sua sovranità con un giavellotto, che per volontà degli dei sarebbe stata trasmessa a lui. Una seconda volta la sua aspirazione fu a portata di mano a Gordio, quando nel santuario di Zeus egli tagliò il famoso, omonimo nodo, la cui soluzione prometteva al suo autore, secondo l'oracolo di Telmesso, la sovranità sulla Licia.
Degno di nota è inoltre il fatto, che Alessandro già nel primo anno della sua campagna si comportava in Asia da sovrano, mentre egli non solo lasciava esistere le province occupate bensì nominava per esse ora satrapi macedoni. Nel suo programma ufficiale riemerge il nome Asia solo dopo la sua vittoria nella battaglia di Isso del 333 a.C., mentre egli stesso, in una lettera a Dario III, si proclama "signore dell'Asia" e di conseguenza pretende che ci si rivolga a lui come "re dell'Asia" (basileus tēs Asias). Dopo la battaglia di Gaugamela del 331 a.C., fu proclamato alla fine dal proprio esercito "re dell'Asia", per quanto questo atto potesse aver significato più una festosa conferma delle aspirazioni da parte di un guerriero che l'acclamazione di un imperatore. Alessandro non fu però mai posto in trono come re dell'Asia e la sua sovranità si legittimò con il lancio del suo giavellotto sull'Ellesponto e con la sua vittoria contro i persiani. Al più tardi, dopo la morte di Dario III, nel 330 a.C. egli venne riconosciuto come unico sovrano dell'Asia. Besso, che si era autoproclamato re, trovò, in quanto regicida, meno seguaci e fu quindi, su incarico di Alessandro, giudicato come usurpatore e giustiziato.
Il titolo persiano di re, che a partire da Dario I era "Gran Re, Re dei Re, Re di Persia, Re degli stati", che nuovamente fu tratto dalla tradizione della sovranità dell'Assiria e che conteneva in sé l'aspirazione ad una sovranità universale, fu tradotto dai greci con "Grande Re" (basileus megas). Alessandro non ha mai portato questo titolo, sebbene egli si considerasse successore degli Achemenidi, motivo per cui la sua aspirazione non reggeva ad un vero esame, spesso attribuitagli nella storia scritta su di lui, ad una sovranità universale, benché lo si sia creduto.
La pretesa che sarebbe salito alla dignità di "re dell'Asia" è oggi, nella ricerca storica, controversa, poiché per tale titolo non vi era alcuna esatta definizione. Presso i greci il concetto di Asia aveva lo stesso significato di territorio della sovranità persiana, ove non esisteva una parola corrispondente equivalente, per cui anche Alessandro intendeva regnare almeno su quel territorio. Si ritiene tuttavia, che ai Greci la effettiva estensione del regno di Persia in Asia non fosse nota e che il punto di vista personale di Alessandro, mentre egli presumeva di aver raggiunto con il Syr Darya il confine settentrionale e con il delta dell'Indo quello meridionale del mondo abitato (Ecumene od oikoumene; egli non era riuscito a raggiungere il confine orientale sul delta del Gange a causa della rivolta del suo esercito), fosse che egli dal suo titolo avesse derivato anche la signoria sull'intera parte asiatica della terra. Cina, Siberia, Tibet ed Estremo Oriente a lui ed ai suoi contemporanei erano ancora ignoti.

## La casa reale
La sovranità di Alessandro si basava sulla sua appartenenza alla dinastia regnante degli Argeadi, come successore ed erede di suo padre Filippo II, e sul riconoscimento da parte dell'esercito macedone. Entrambe non erano condizioni fissate per iscritto, relativamente alla legittimazione della successione al trono, che anche dopo la sua morte venissero fatte valere. 
Accanto alla discendenza dal padre, presso i macedoni giocava un ruolo non irrilevante anche quella dalla madre, per cui Alessandro aveva anche la tara di non essere da parte di madre un macedone verace. Questo ebbe come conseguenza la mortale inimicizia con il generale Attalo, la cui nipote Cleopatra era stata l'ultima moglie di Filippo II e quindi un suo figlio avrebbe potuto diventare come macedone puro un primo concorrente di un Alessandro in ascesa.
Dell'assassinio di Filippo II Alessandro aveva tuttavia beneficiato, dato che in quel momento egli era l'unico argeade in età tale da poter regnare e quindi fu subito riconosciuto dalle persone che contavano come nuovo re in quanto successore del padre. Data la tolleranza delle leggi del tempo egli fece uccidere Attalo, mentre Cleopatra e il suo neonato furono uccisi per ordine della madre di Alessandro, Olimpiade d'Epiro. Con l'eliminazione del cugino Aminta Alessandro divenne infine incontrastato re.
Egli tuttavia aveva ancora un fratellastro, Filippo III Arrideo, che però a causa di una malattia mentale non era ritenuto idoneo a regnare e perciò non rappresentava una minaccia. Tuttavia Alessandro ritenne di portarselo dietro nelle sue campagne militari, per poter così essere informato attraverso il suo indiretto intervento, se il fratello si fosse dovuto rivelare come un antesignano di Claudio.

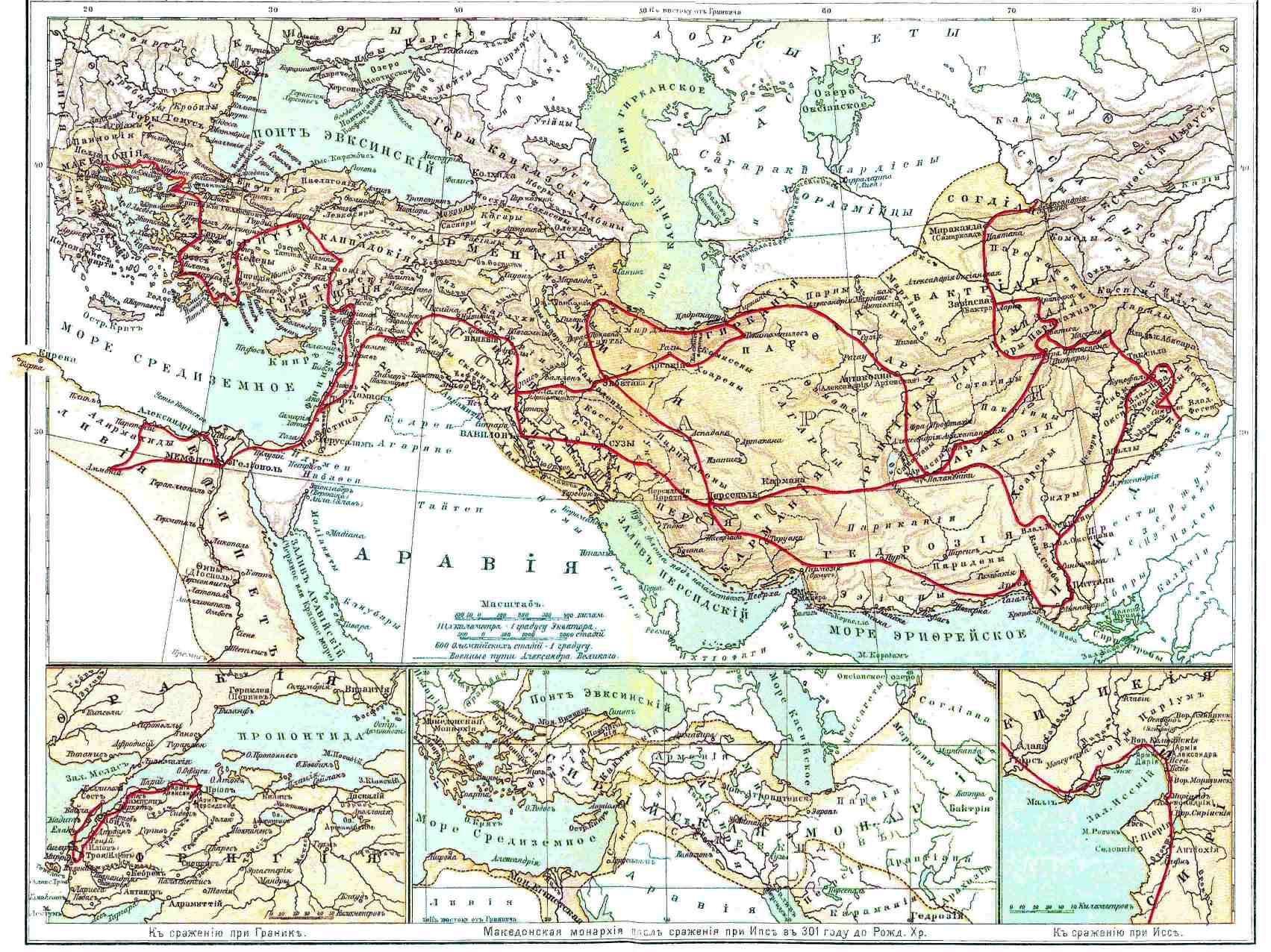
Sposalizio di Alessandro Magno con Rossana, affresco nella Villa Farnesina a Roma, impostato dal Sodoma e dipinto dal Primaticcio (verso il 1517).

In Asia Alessandro cercò di rafforzare la sua sovranità anche per via dinastica. Il suo matrimonio con la principessa della Battriana Rossane, figlia di Ossiarte, satrapo della Battriana, non si spiegò alla fine con la richiesta di soddisfare l'idoneità per lui di una consorte della nobiltà centro-asiatica. Con i matrimoni di Susa egli prese come seconda moglie la principessina achemenide Statira II, figlia di Dario III, e Parisatide II, figlia di Artaserse III di Persia come terza moglie, nella città di Susa.
La poligamia, per altro malvista dai Macedoni, era tollerata presso la casa reale; già il padre di Alessandro aveva avuto in alcuni periodi contemporaneamente più mogli. Entrambe le principessine sposate da Alessandro erano figlie di ex re, per cui il cambio di sovranità in Asia, oltre al diritto di occupazione, poteva a maggior ragione essere legittimato.
Tuttavia Alessandro portava con il suo matrimonio anche la riserva già avanzata contro di lui nella successiva generazione, offrendo ai futuri figli, in quanto suoi successori tramite madri asiatiche, un ancor minore livello di accettazione da parte dei Macedoni.
Parmenione deve aver perciò insistito per un suo matrimonio con la sua amante Barsine, che era, è vero, asiatica, ma al contrario delle altre tre greche era colta e quindi pareva più accettabile come regina. Da lei egli ebbe persino un figlio, del quale si diceva avesse, per via materna, come antenato il mitico Ercole. Tuttavia non è chiaro se Alessandro avesse riconosciuto questo figlio, che mai nel corso della sua vita era stato citato da parte sua.
La famiglia di Alessandro (genealogia):
|  |  |  |  |  |  |         |         |         |         |                                |                                |                                |                                | Argheadi                           | Argheadi                           | Argheadi                           | Argheadi                           | Argheadi                           | Argheadi                           |                      |                      | Eacidi               | Eacidi               | Eacidi               | Eacidi               | Eacidi               | Eacidi               |                     |                     |                     |                     |  |  |                    |                    |                    |                    |                    |                    |                   |                   |                             |                             |                             |                             |                             |                             |                          |                          |                          |                          |                    |                    |                    |                    |  |  |  |  |  |  |
|  |  |  |  |  |  |         |         |         |         |                                |                                |                                |                                | Argheadi                           | Argheadi                           | Argheadi                           | Argheadi                           | Argheadi                           | Argheadi                           |                      |                      | Eacidi               | Eacidi               | Eacidi               | Eacidi               | Eacidi               | Eacidi               |                     |                     |                     |                     |  |  |                    |                    |                    |                    |                    |                    |                   |                   |                             |                             |                             |                             |                             |                             |                          |                          |                          |                          |                    |                    |                    |                    |  |  |  |  |  |  |
|  |  |  |  |  |  | Filinna | Filinna | Filinna | Filinna | Filinna                        | Filinna                        |                                |                                | Filippo II di Macedonia † 336 a.C. | Filippo II di Macedonia † 336 a.C. | Filippo II di Macedonia † 336 a.C. | Filippo II di Macedonia † 336 a.C. | Filippo II di Macedonia † 336 a.C. | Filippo II di Macedonia † 336 a.C. |                      |                      | Olimpiade † 316 a.C. | Olimpiade † 316 a.C. | Olimpiade † 316 a.C. | Olimpiade † 316 a.C. | Olimpiade † 316 a.C. | Olimpiade † 316 a.C. |                     |                     |                     |                     |  |  |                    |                    |                    |                    |                    |                    |                   |                   |                             |                             |                             |                             |                             |                             |                          |                          |                          |                          |                    |                    |                    |                    |  |  |  |  |  |  |
|  |  |  |  |  |  | Filinna | Filinna | Filinna | Filinna | Filinna                        | Filinna                        |                                |                                | Filippo II di Macedonia † 336 a.C. | Filippo II di Macedonia † 336 a.C. | Filippo II di Macedonia † 336 a.C. | Filippo II di Macedonia † 336 a.C. | Filippo II di Macedonia † 336 a.C. | Filippo II di Macedonia † 336 a.C. |                      |                      | Olimpiade † 316 a.C. | Olimpiade † 316 a.C. | Olimpiade † 316 a.C. | Olimpiade † 316 a.C. | Olimpiade † 316 a.C. | Olimpiade † 316 a.C. |                     |                     |                     |                     |  |  |                    |                    |                    |                    |                    |                    |                   |                   |                             |                             |                             |                             |                             |                             |                          |                          |                          |                          |                    |                    |                    |                    |  |  |  |  |  |  |
|  |  |  |  |  |  |         |         |         |         |                                |                                |                                |                                |                                    |                                    |                                    |                                    |                                    |                                    |                      |                      |                      |                      |                      |                      |                      |                      |                     |                     |                     |                     |  |  |                    |                    |                    |                    |                    |                    |                   |                   |                             |                             |                             |                             |                             |                             |                          |                          |                          |                          |                    |                    |                    |                    |  |  |  |  |  |  |
|  |  |  |  |  |  |         |         |         |         |                                |                                |                                |                                |                                    |                                    |                                    |                                    |                                    |                                    |                      |                      |                      |                      |                      |                      |                      |                      |                     |                     |                     |                     |  |  |                    |                    |                    |                    |                    |                    |                   |                   |                             |                             |                             |                             |                             |                             |                          |                          |                          |                          |                    |                    |                    |                    |  |  |  |  |  |  |
|  |  |  |  |  |  |         |         |         |         | Filippo III Arrideo † 317 a.C. | Filippo III Arrideo † 317 a.C. | Filippo III Arrideo † 317 a.C. | Filippo III Arrideo † 317 a.C. | Filippo III Arrideo † 317 a.C.     | Filippo III Arrideo † 317 a.C.     |                                    |                                    | Cleopatra † 308 a.C.               | Cleopatra † 308 a.C.               | Cleopatra † 308 a.C. | Cleopatra † 308 a.C. | Cleopatra † 308 a.C. | Cleopatra † 308 a.C. |                      |                      | Perdicca † 320 a.C.  | Perdicca † 320 a.C.  | Perdicca † 320 a.C. | Perdicca † 320 a.C. | Perdicca † 320 a.C. | Perdicca † 320 a.C. |  |  | Barsine † 309 a.C. | Barsine † 309 a.C. | Barsine † 309 a.C. | Barsine † 309 a.C. | Barsine † 309 a.C. | Barsine † 309 a.C. |                   |                   | Alessandro Magno † 323 a.C. | Alessandro Magno † 323 a.C. | Alessandro Magno † 323 a.C. | Alessandro Magno † 323 a.C. | Alessandro Magno † 323 a.C. | Alessandro Magno † 323 a.C. |                          |                          | Rossane † 310 a.C.       | Rossane † 310 a.C.       | Rossane † 310 a.C. | Rossane † 310 a.C. | Rossane † 310 a.C. | Rossane † 310 a.C. |  |  |  |  |  |  |
|  |  |  |  |  |  |         |         |         |         | Filippo III Arrideo † 317 a.C. | Filippo III Arrideo † 317 a.C. | Filippo III Arrideo † 317 a.C. | Filippo III Arrideo † 317 a.C. | Filippo III Arrideo † 317 a.C.     | Filippo III Arrideo † 317 a.C.     |                                    |                                    | Cleopatra † 308 a.C.               | Cleopatra † 308 a.C.               | Cleopatra † 308 a.C. | Cleopatra † 308 a.C. | Cleopatra † 308 a.C. | Cleopatra † 308 a.C. |                      |                      | Perdicca † 320 a.C.  | Perdicca † 320 a.C.  | Perdicca † 320 a.C. | Perdicca † 320 a.C. | Perdicca † 320 a.C. | Perdicca † 320 a.C. |  |  | Barsine † 309 a.C. | Barsine † 309 a.C. | Barsine † 309 a.C. | Barsine † 309 a.C. | Barsine † 309 a.C. | Barsine † 309 a.C. |                   |                   | Alessandro Magno † 323 a.C. | Alessandro Magno † 323 a.C. | Alessandro Magno † 323 a.C. | Alessandro Magno † 323 a.C. | Alessandro Magno † 323 a.C. | Alessandro Magno † 323 a.C. |                          |                          | Rossane † 310 a.C.       | Rossane † 310 a.C.       | Rossane † 310 a.C. | Rossane † 310 a.C. | Rossane † 310 a.C. | Rossane † 310 a.C. |  |  |  |  |  |  |
|  |  |  |  |  |  |         |         |         |         |                                |                                |                                |                                |                                    |                                    |                                    |                                    |                                    |                                    |                      |                      |                      |                      |                      |                      |                      |                      |                     |                     |                     |                     |  |  |                    |                    |                    |                    |                    |                    |                   |                   |                             |                             |                             |                             |                             |                             |                          |                          |                          |                          |                    |                    |                    |                    |  |  |  |  |  |  |
|  |  |  |  |  |  |         |         |         |         |                                |                                |                                |                                |                                    |                                    |                                    |                                    |                                    |                                    |                      |                      |                      |                      |                      |                      |                      |                      |                     |                     |                     |                     |  |  |                    |                    |                    |                    | Eracle † 309 a.C.  | Eracle † 309 a.C.  | Eracle † 309 a.C. | Eracle † 309 a.C. | Eracle † 309 a.C.           | Eracle † 309 a.C.           |                             |                             | Alessandro IV † 310 a.C.    | Alessandro IV † 310 a.C.    | Alessandro IV † 310 a.C. | Alessandro IV † 310 a.C. | Alessandro IV † 310 a.C. | Alessandro IV † 310 a.C. |                    |                    |                    |                    |  |  |  |  |  |  |

Il legame con gli Achemenidi:
|  |  |  |  |  |  |                         |                         |                         |                         |                          |                          |                          |                          |                          |                          |         |         |                             |                             |                             |                             | Dario II † 404 a.C.         |                             |                            |                            |                            |                            |                       |                       |                       |                       |  |  |                      |                      |                      |                      |                      |                      |        |        |                         |                         |                         |                         |                         |                         |                        |                        |                        |                        |       |       |       |       |  |  |                    |                    |                    |                    |                    |                    |  |  |                    |                    |                    |                    |                    |                    |  |  |
|  |  |  |  |  |  |                         |                         |                         |                         |                          |                          |                          |                          |                          |                          |         |         |                             |                             |                             |                             |                             |                             |                            |                            |                            |                            |                       |                       |                       |                       |  |  |                      |                      |                      |                      |                      |                      |        |        |                         |                         |                         |                         |                         |                         |                        |                        |                        |                        |       |       |       |       |  |  |                    |                    |                    |                    |                    |                    |  |  |                    |                    |                    |                    |                    |                    |  |  |
|  |  |  |  |  |  |                         |                         |                         |                         |                          |                          |                          |                          |                          |                          |         |         |                             |                             |                             |                             |                             |                             |                            |                            |                            |                            |                       |                       |                       |                       |  |  |                      |                      |                      |                      |                      |                      |        |        |                         |                         |                         |                         |                         |                         |                        |                        |                        |                        |       |       |       |       |  |  |                    |                    |                    |                    |                    |                    |  |  |                    |                    |                    |                    |                    |                    |  |  |
|  |  |  |  |  |  |                         |                         |                         |                         | Artaserse II † 358 a.C.  | Artaserse II † 358 a.C.  | Artaserse II † 358 a.C.  | Artaserse II † 358 a.C.  | Artaserse II † 358 a.C.  | Artaserse II † 358 a.C.  |         |         |                             |                             |                             |                             | Ciro il Giovane † 401 a.C.  | Ciro il Giovane † 401 a.C.  | Ciro il Giovane † 401 a.C. | Ciro il Giovane † 401 a.C. | Ciro il Giovane † 401 a.C. | Ciro il Giovane † 401 a.C. |                       |                       |                       |                       |  |  |                      |                      |                      |                      |                      |                      |        |        | Ostane † forse 358 a.C. | Ostane † forse 358 a.C. | Ostane † forse 358 a.C. | Ostane † forse 358 a.C. | Ostane † forse 358 a.C. | Ostane † forse 358 a.C. |                        |                        |                        |                        |       |       |       |       |  |  |                    |                    |                    |                    |                    |                    |  |  |                    |                    |                    |                    |                    |                    |  |  |
|  |  |  |  |  |  |                         |                         |                         |                         | Artaserse II † 358 a.C.  | Artaserse II † 358 a.C.  | Artaserse II † 358 a.C.  | Artaserse II † 358 a.C.  | Artaserse II † 358 a.C.  | Artaserse II † 358 a.C.  |         |         |                             |                             |                             |                             | Ciro il Giovane † 401 a.C.  | Ciro il Giovane † 401 a.C.  | Ciro il Giovane † 401 a.C. | Ciro il Giovane † 401 a.C. | Ciro il Giovane † 401 a.C. | Ciro il Giovane † 401 a.C. |                       |                       |                       |                       |  |  |                      |                      |                      |                      |                      |                      |        |        | Ostane † forse 358 a.C. | Ostane † forse 358 a.C. | Ostane † forse 358 a.C. | Ostane † forse 358 a.C. | Ostane † forse 358 a.C. | Ostane † forse 358 a.C. |                        |                        |                        |                        |       |       |       |       |  |  |                    |                    |                    |                    |                    |                    |  |  |                    |                    |                    |                    |                    |                    |  |  |
|  |  |  |  |  |  |                         |                         |                         |                         |                          |                          |                          |                          |                          |                          |         |         |                             |                             |                             |                             |                             |                             |                            |                            |                            |                            |                       |                       |                       |                       |  |  |                      |                      |                      |                      |                      |                      |        |        |                         |                         |                         |                         |                         |                         |                        |                        |                        |                        |       |       |       |       |  |  |                    |                    |                    |                    |                    |                    |  |  |                    |                    |                    |                    |                    |                    |  |  |
|  |  |  |  |  |  |                         |                         |                         |                         | Artaserse III † 338 a.C. | Artaserse III † 338 a.C. | Artaserse III † 338 a.C. | Artaserse III † 338 a.C. | Artaserse III † 338 a.C. | Artaserse III † 338 a.C. |         |         |                             |                             |                             |                             |                             |                             |                            |                            |                            |                            |                       |                       |                       |                       |  |  |                      |                      |                      |                      | Arsame               | Arsame               | Arsame | Arsame | Arsame                  | Arsame                  |                         |                         | Sisigambide † 323 a.C.  | Sisigambide † 323 a.C.  | Sisigambide † 323 a.C. | Sisigambide † 323 a.C. | Sisigambide † 323 a.C. | Sisigambide † 323 a.C. |       |       |       |       |  |  |                    |                    |                    |                    |                    |                    |  |  |                    |                    |                    |                    |                    |                    |  |  |
|  |  |  |  |  |  |                         |                         |                         |                         | Artaserse III † 338 a.C. | Artaserse III † 338 a.C. | Artaserse III † 338 a.C. | Artaserse III † 338 a.C. | Artaserse III † 338 a.C. | Artaserse III † 338 a.C. |         |         |                             |                             |                             |                             |                             |                             |                            |                            |                            |                            |                       |                       |                       |                       |  |  |                      |                      |                      |                      | Arsame               | Arsame               | Arsame | Arsame | Arsame                  | Arsame                  |                         |                         | Sisigambide † 323 a.C.  | Sisigambide † 323 a.C.  | Sisigambide † 323 a.C. | Sisigambide † 323 a.C. | Sisigambide † 323 a.C. | Sisigambide † 323 a.C. |       |       |       |       |  |  |                    |                    |                    |                    |                    |                    |  |  |                    |                    |                    |                    |                    |                    |  |  |
|  |  |  |  |  |  |                         |                         |                         |                         |                          |                          |                          |                          |                          |                          |         |         |                             |                             |                             |                             |                             |                             |                            |                            |                            |                            |                       |                       |                       |                       |  |  |                      |                      |                      |                      |                      |                      |        |        |                         |                         |                         |                         |                         |                         |                        |                        |                        |                        |       |       |       |       |  |  |                    |                    |                    |                    |                    |                    |  |  |                    |                    |                    |                    |                    |                    |  |  |
|  |  |  |  |  |  |                         |                         |                         |                         |                          |                          |                          |                          |                          |                          |         |         |                             |                             |                             |                             |                             |                             |                            |                            |                            |                            |                       |                       |                       |                       |  |  |                      |                      |                      |                      |                      |                      |        |        |                         |                         |                         |                         |                         |                         |                        |                        |                        |                        |       |       |       |       |  |  |                    |                    |                    |                    |                    |                    |  |  |                    |                    |                    |                    |                    |                    |  |  |
|  |  |  |  |  |  | Artaserse IV † 336 a.C. | Artaserse IV † 336 a.C. | Artaserse IV † 336 a.C. | Artaserse IV † 336 a.C. | Artaserse IV † 336 a.C.  | Artaserse IV † 336 a.C.  |                          |                          | Bistane                  | Bistane                  | Bistane | Bistane | Bistane                     | Bistane                     |                             |                             |                             |                             |                            |                            |                            |                            |                       |                       |                       |                       |  |  | Dario III † 330 a.C. | Dario III † 330 a.C. | Dario III † 330 a.C. | Dario III † 330 a.C. | Dario III † 330 a.C. | Dario III † 330 a.C. |        |        | Statira † 331 a.C.      | Statira † 331 a.C.      | Statira † 331 a.C.      | Statira † 331 a.C.      | Statira † 331 a.C.      | Statira † 331 a.C.      |                        |                        |                        |                        |       |       |       |       |  |  | Ossiatre           | Ossiatre           | Ossiatre           | Ossiatre           | Ossiatre           | Ossiatre           |  |  |                    |                    |                    |                    |                    |                    |  |  |
|  |  |  |  |  |  | Artaserse IV † 336 a.C. | Artaserse IV † 336 a.C. | Artaserse IV † 336 a.C. | Artaserse IV † 336 a.C. | Artaserse IV † 336 a.C.  | Artaserse IV † 336 a.C.  |                          |                          | Bistane                  | Bistane                  | Bistane | Bistane | Bistane                     | Bistane                     |                             |                             |                             |                             |                            |                            |                            |                            |                       |                       |                       |                       |  |  | Dario III † 330 a.C. | Dario III † 330 a.C. | Dario III † 330 a.C. | Dario III † 330 a.C. | Dario III † 330 a.C. | Dario III † 330 a.C. |        |        | Statira † 331 a.C.      | Statira † 331 a.C.      | Statira † 331 a.C.      | Statira † 331 a.C.      | Statira † 331 a.C.      | Statira † 331 a.C.      |                        |                        |                        |                        |       |       |       |       |  |  | Ossiatre           | Ossiatre           | Ossiatre           | Ossiatre           | Ossiatre           | Ossiatre           |  |  |                    |                    |                    |                    |                    |                    |  |  |
|  |  |  |  |  |  |                         |                         |                         |                         |                          |                          |                          |                          |                          |                          |         |         |                             |                             |                             |                             |                             |                             |                            |                            |                            |                            |                       |                       |                       |                       |  |  |                      |                      |                      |                      |                      |                      |        |        |                         |                         |                         |                         |                         |                         |                        |                        |                        |                        |       |       |       |       |  |  |                    |                    |                    |                    |                    |                    |  |  |                    |                    |                    |                    |                    |                    |  |  |
|  |  |  |  |  |  |                         |                         |                         |                         |                          |                          |                          |                          |                          |                          |         |         |                             |                             |                             |                             |                             |                             |                            |                            |                            |                            |                       |                       |                       |                       |  |  |                      |                      |                      |                      |                      |                      |        |        |                         |                         |                         |                         |                         |                         |                        |                        |                        |                        |       |       |       |       |  |  |                    |                    |                    |                    |                    |                    |  |  |                    |                    |                    |                    |                    |                    |  |  |
|  |  |  |  |  |  |                         |                         |                         |                         | Parisatide II            | Parisatide II            | Parisatide II            | Parisatide II            | Parisatide II            | Parisatide II            |         |         | Alessandro Magno † 323 a.C. | Alessandro Magno † 323 a.C. | Alessandro Magno † 323 a.C. | Alessandro Magno † 323 a.C. | Alessandro Magno † 323 a.C. | Alessandro Magno † 323 a.C. |                            |                            | Statira II † 323 a.C.      | Statira II † 323 a.C.      | Statira II † 323 a.C. | Statira II † 323 a.C. | Statira II † 323 a.C. | Statira II † 323 a.C. |  |  | Efestione † 324 a.C. | Efestione † 324 a.C. | Efestione † 324 a.C. | Efestione † 324 a.C. | Efestione † 324 a.C. | Efestione † 324 a.C. |        |        | Dripetide † 323 a.C.    | Dripetide † 323 a.C.    | Dripetide † 323 a.C.    | Dripetide † 323 a.C.    | Dripetide † 323 a.C.    | Dripetide † 323 a.C.    |                        |                        | Ochos                  | Ochos                  | Ochos | Ochos | Ochos | Ochos |  |  | Amastri † 284 a.C. | Amastri † 284 a.C. | Amastri † 284 a.C. | Amastri † 284 a.C. | Amastri † 284 a.C. | Amastri † 284 a.C. |  |  | Cratero † 321 a.C. | Cratero † 321 a.C. | Cratero † 321 a.C. | Cratero † 321 a.C. | Cratero † 321 a.C. | Cratero † 321 a.C. |  |  |
|  |  |  |  |  |  |                         |                         |                         |                         | Parisatide II            | Parisatide II            | Parisatide II            | Parisatide II            | Parisatide II            | Parisatide II            |         |         | Alessandro Magno † 323 a.C. | Alessandro Magno † 323 a.C. | Alessandro Magno † 323 a.C. | Alessandro Magno † 323 a.C. | Alessandro Magno † 323 a.C. | Alessandro Magno † 323 a.C. |                            |                            | Statira II † 323 a.C.      | Statira II † 323 a.C.      | Statira II † 323 a.C. | Statira II † 323 a.C. | Statira II † 323 a.C. | Statira II † 323 a.C. |  |  | Efestione † 324 a.C. | Efestione † 324 a.C. | Efestione † 324 a.C. | Efestione † 324 a.C. | Efestione † 324 a.C. | Efestione † 324 a.C. |        |        | Dripetide † 323 a.C.    | Dripetide † 323 a.C.    | Dripetide † 323 a.C.    | Dripetide † 323 a.C.    | Dripetide † 323 a.C.    | Dripetide † 323 a.C.    |                        |                        | Ochos                  | Ochos                  | Ochos | Ochos | Ochos | Ochos |  |  | Amastri † 284 a.C. | Amastri † 284 a.C. | Amastri † 284 a.C. | Amastri † 284 a.C. | Amastri † 284 a.C. | Amastri † 284 a.C. |  |  | Cratero † 321 a.C. | Cratero † 321 a.C. | Cratero † 321 a.C. | Cratero † 321 a.C. | Cratero † 321 a.C. | Cratero † 321 a.C. |  |  |

## Cerimoniale di corte e insegne
Con l'assunzione della sovranità in Asia e con la conseguente accettazione delle consuetudini persiane e della nobiltà al suo seguito, Alessandro suscitò il malumore dei suoi seguaci macedoni e greci, che vedevano nei persiani dei nemici sottomessi da civilizzare (barbari), che dovevano essere vinti e sottomessi invece che trattati a pari diritti.
Con l'accettazione dei loro riti, comportamenti e segni esteriori, cioè l'orientalizzazione, Alessandro aveva tradito il puro ellenismo e offeso gli antichi usi macedoni; i Persiani erano stati vinti in guerra, con loro si doveva essere in pace ma dovevano essere sottomessi. Così suonavano nei suoi confronti le critiche correnti, che venivano sostenute fino negli scritti storici romani e oltre.
Il comportamento di Alessandro però trovò anche i suoi difensori, come Arriano e Plutarco, che vollero riconoscere nel suo modo di procedere un profondo rispetto per i popoli asiatici e una parte della sua politica di mescolanza fra le popolazioni, che doveva condurre ad un ordine universale di pace fra i precedenti nemici europei ed asiatici.
Il regno macedone non seguiva alcun rituale istituzionalizzato del potere o del semplice servizio di corte, che prefigurasse un ordine dello Stato. Il re era piuttosto un tipo di privato con una reputazione molto alta, al quale veniva riconosciuta un'autorità nel posto. Il suo palazzo era una villa più bella e non poteva in ogni caso reggere di fronte allo splendore orientale.
Secondo l'autoconsapevolezza dei Macedoni, come anche quella dei Greci, i titolari del diritto civile erano uomini liberi e si trattavano corrispondentemente come pari l'uno con l'altro.
Queste regole sociali dovevano essere osservate anche dal re affinché potesse mantenere la sua autorità. In conseguenza la sua posizione verso i suoi sudditi assomigliava a quella di un primus inter pares, cui erano delegati incarichi politici, piuttosto che un'autorità che impartiva ordini all'interno. Al re ci si indirizzava con il titolo di basileus o gli si dava del tu chiamandolo per nome. Persone di sua stretta fiducia e amicizia lo potevano baciare per salutarlo; chi gli rivolgeva la parola, doveva farlo a capo scoperto.
Anche Alessandro si comportava in corrispondenza della sua sovranità e veniva trattato allo stesso modo dai suoi sudditi macedoni.
Con il suo inoltrarsi in Asia e con il crescente riconoscimento della sua sovranità da parte della popolazione locale, il suo comportamento mostrava un sempre più marcato cambiamento di carattere, che veniva accolto dai suoi compagni macedoni con perplessità, quando non con disapprovazione. Egli dimostrò la sua aspirazione alla successione degli Achemenidi con l'adozione del rituale della sovranità collegato a quella dei segni esteriori. Dal 330 a.C., dopo la morte di Dario III, Alessandro adottò i tipici segni esteriori che indicavano il sovrano, come la corona rossa o bianca in fronte (diadema), la camicia rossa (chitone) e il mantello regale rosso (Clamide), che veniva "chiuso" a vita con la cintura regale. Rinunciò a portare il copricapo regale, la tiara (tiyārā), tranne che in un tentativo, il che per i suoi Macedoni si dimostrò troppo.
A Babilonia e a Susa egli si sedeva sul trono del Gran Re con un baldacchino dorato e portava con sé una ricca tenda da campo rossa per le successive campagne. Alessandro adottò per contro un segno rilevato da suo padre, uno scettro, il cui modello era quello del mitico Agamennone. Poi egli portava un anello con sigillo, con il quale sia gli atti pubblici più importanti che quelli di natura privata venivano autenticati. L'anello-sigillo non riportava specifiche insegne; allora la maggior parte delle persone di elevato livello ne portavano uno. Molte volte esso acquisì per Alessandro questo significato, come quello deposto sul suo letto di morte in onore di Perdicca e da questi inteso come segno di trasmissione della sua autorità.
Di gran lunga più difficile delle insegne esteriori si rivelò l'introduzione di un cerimoniale di corte, che fu ricavato dal modello persiano. Nel 330 a.C. introdusse la figura del ciambellano (eisangeleus) come responsabile di corte, figura che era fino ad allora era ignota ai Macedoni. Da quel momento chiunque volesse ottenere udienza da Alessandro doveva rivolgere la richiesta al ciambellano e poi attendere di essere ricevuto. Ciò risultava allo stesso tempo orientale come ellenico, solo che i più stretti collaboratori del re avevano ancora libero accesso a lui.
Oltremodo controverso fu il tentativo intrapreso da Alessandro d'introduzione della proschinesi (proskynēsis) fra gli elleni, un gesto con il quale un sottoposto di fronte ad un signore portava, in segno di rispetto, la mano alla propria bocca e si inchinava leggermente. Presso i Greci questo gesto era noto senz'altro come gesto di venerazione di fronte agli dei, ma fatto davanti ad una persona era considerato malvisto e indecente, poiché sottintendeva la presunzione di una natura divina nel destinatario. E proprio questa presunzione di sottomissione ai re persiani intesero i Greci nello storico disaccordo, per i quali la proskynēsis doveva essere guardata come qualcosa cioè che effettivamente non doveva esprimere la verità. La proskynēsis era considerata come un gesto di devozione servile da parte di persone non libere di fronte al loro divin padrone e chi lo faceva si sottometteva alla sua legge. In che misura gli elleni mettessero sullo stesso piano la proskynēsis e la prosternazione, con la quale il richiedente implorava una grazia o la protezione gettandosi ossequente ai piedi del potente, non è chiaro. In ogni caso essa non era compatibile con il loro orgoglio di uomini liberi. In effetti la proskynēsis nell'intero oriente si manifestava come un comune gesto di saluto, con il quale era trattata sia la persona più semplice, sia il Re.
Alessandro fallì durante un simposio con l'introduzione della proskynēsis presso i suoi seguaci macedoni, dopo che Callistene si era rifiutato di adeguarvisi.
In seguito Alessandro rinunciò a richiedere la proskynēsis agli elleni, solo gli orientali gli manifestavano ancora tale riverenza. Ogni greco, che tuttavia la praticasse non sollecitato, era visto dalla popolazione locale come un pessimo adulatore e per questo disprezzato, e questo valeva anche per il suo comportamento verso gli orientali. Questo atteggiamento degli occidentali verso la proskynēsis si diffuse subito anche sotto i diadochi; presso i Romani valeva come espressione di altezzosità, quella di chi è caduto nella megalomania, sotto Diocleziano fu saldamente ancorata al cerimoniale di corte romano/bizantino.

## Amministrazione dell'impero e della corte
Dopo la sua campagna decennale Alessandro morì. La faticosa formazione di una stabile organizzazione dell'impero non gli sopravvisse a lungo; molto dovette essere improvvisato o fu sostituito dall'organizzazione persiana e rimase alla fase iniziale. Ma ad essa subentrarono quella dei Seleucidi in Asia e quella dei Tolomei in Egitto e per tutti rimase il carattere del modello ellenistico.

### Il chiliarca – Il secondo uomo
Presso gli Achemenidi si era ampliato, in un lungo e difficile processo fino al IV secolo a.C., l'ufficio di comandante delle truppe della guardia reale fino a diventare il "secondo uomo dello stato", il corrispondente orientale del Visir, una specie di viceré.
La denominazione persiana del suo ufficio era hazarapatiš, ovvero "capo dei mille" il cui termine corrispondente in lingua greca era chiliarchos. Accanto alla sua funzione di sicurezza del Gran Re, come comandante della guardia, questi assunse sempre più le funzioni di un capo di stato, che in caso di assenza o inidoneità al governo da parte del re, gli subentrava nel potere.
Ad Alessandro e ai suoi macedoni questa funzione non era ignota. In patria Filippo II di Macedonia era stato sostituito nel governo del Paese, durante le sue campagne militari, dall'amico Antipatro, che sostituì nella medesima funzione anche Alessandro durante i suoi periodi di assenza.
Dopo che nel 330 a.C. morì Dario III e il suo ultimo chiliarca Nabarzane si era arreso, Alessandro incorporò la Guardia nell'esercito e inserita la ciliarchia nella sua amministrazione di corte Ufficio e compiti di sicurezza furono affidati all'intimo amico di Alessandro (philalexandros), Efestione e alla divisione di Eteri da lui comandata.
Efestione non prese però mai il governo: morì nel 324 a.C. e fu sostituito da Perdicca. Questi, dopo la morte di Alessandro, assunse il governo sull'impero e nominò chiliarca Seleuco I. Questi tuttavia, nel 320 a.C., lo tradì e fu implicato nel suo assassinio, dopo di che la chiliarchia perse la sua importanza nell'impero di Alessandro.

### La corte
Nel corso delle campagne militari e con la conquista dell'impero persiano, divenne necessaria per Alessandro l'istituzione di un'amministrazione della corte, nella quale si manifestasse il suo Stato e con la quale egli potesse portare sul suo impero l'autorevolezza della sua sovranità. Durante la sua vita si formarono tre alti funzionari di corte, dei quali quello di cancelliere fu presumibilmente il più antico. Questo posto fu detenuto da Eumene di Cardia, che già servì Filippo II come segretario personale (grammateos) e che aveva mantenuto tale incarico anche sotto Alessandro. Con l'incremento dei diplomi di sovranità, leggi e disposizioni del re, accanto ad Eumene con i suoi compiti di segretario privato, vi furono anche alcuni archivisti incaricati di tenere la corrispondenza. Essa non era legata ad un luogo e andava con l'archivio dietro all'esercito. L'archivio fu involontariamente incendiato da Alessandro in India.
Dopo che i tesori accaparrati dai re persiani a Sardi, Damasco, Babilonia, Susa, Persepoli ed Ekbatana caddero nelle sue mani, Alessandro li affidò in amministrazione ad un tesoriere, il suo amico di gioventù Arpalo.
Diversamente dagli Achemenidi, ora gli ispettori finanziari erano sottoposti al servizio di tesoreria, che nelle province sorvegliavano le entrate fiscali, delle quali le tariffe persiane furono mantenute. La politica fiscale fu perciò accentrata, per cui le competenze dei satrapi furono limitate a favore del potere centrale del re. I compiti dei tesorieri non si limitavano all'amministrazione del tesoro e a finanziare le crescenti esigenze dell'esercito, bensì anche a battere moneta, cosa che a causa della sua inimmaginabile grandezza succedeva in una dimensione mai conosciuta dai contemporanei.
Il valore monetario in circolazione con Arpalo provocò una repentina crescita del commercio nell'intero bacino del Mediterraneo orientale e di conseguenza fino all'India e pose quindi le basi del commercio mondiale ai tempi dell'ellenismo.
Importanti zecche furono quelle di Pella, Anfipoli e Babilonia. Il tesoriere aveva la sua sede amministrativa prima a Ecbatana, poi a Babilonia, dove Arpalo tuttavia condusse una cattiva amministrazione, arricchendo sé stesso e i suoi amici. Fuggito, venne sostituito da Antimene di Rodi, che fu il primo a istituire una forma assicurativa contro la fuga degli schiavi.
L'organizzazione diretta della corte fu assunta al più tardi, dal 330 a.C., dall'ufficio del ciambellano (eisangeleus) e il primo ad occuparsene fu Carete di Mitilene. Poiché Alessandro si muoveva sempre con il suo esercito, Carete aveva principalmente la cura delle esigenze del re, l'accettazione delle udienze nella tenda regale, come la disciplina dell'utilizzo dei paggi. Più tardi si aggiunse ancora il governo della casa della principessa Rossana. Solo dopo il ritorno nelle città regali di Susa e Babilonia il ciambellano poté estendere i suoi compiti all'amministrazione dell'enorme palazzo.

### L'ordine nelle province
In Asia Alessandro assunse l'organizzazione delle province (dette "satrapie") pressappoco integralmente dagli Achemenidi. Tra di esse alcune si erano sviluppate, soprattutto in Asia Minore, come veri e propri piccoli regni, i cui governatori potevano tramandarsi ereditariamente il titolo e i poteri relativi. Alessandro pose fine a questa prassi, spodestando le dinastie persiane, che sostituì con persone macedoni di sua fiducia, come soprattutto fece per tutte le province ad ovest dell'Eufrate, ove pose come governatori dei macedoni. Accanto al rafforzamento del potere centrale regale, questa misura assunse anche un valore strategico in questi territori per le campagne militari, attraverso i quali passavano le più importanti linee di rifornimento dall'Europa verso l'Asia, di conseguenza Alessandro era consapevole che esse erano controllate da uomini di sua fiducia. I satrapi macedoni ad ovest dell'Eufrate ricevettero competenze sia civili che militari, come d'altro canto era stato anche prima con gli Achemenidi. Tutt'altro fu il comportamento di Alessandro nei riguardi delle province ad est dell'Eufrate, nelle quali i satrapi già esistenti vennero confermati da lui, a condizione che giurassero fedeltà al nuovo re. Non sempre questa fiducia si rivelò giustificata e alcuni satrapi si comportarono, dopo il prosieguo delle campagne di Alessandro, come piccoli sovrani indipendenti o addirittura gli si rivoltarono contro, come successe ad esempio nel caso di Satibarzano, satrapo dell'Aria, regione nell'attuale Afghanistan occidentale, con capoluogo Herat. Alessandro, di ritorno dall'India, lo punì severamente. La sua fiducia nei satrapi persiani tuttavia non durò a lungo, anche se egli avrebbe loro lasciato la stessa libertà e competenze di cui godevano sotto gli Achemenidi. Nelle province orientali Alessandro introdusse una suddivisione dei poteri, in base alla quale ai satrapi persiani erano stati concessi pieni poteri in campo civile, ma quelli militari passarono a un alto ufficiale macedone, che oltre a compiti di sicurezza per la provincia aveva il controllo sul governatore come "supervisore" (episkopos).
Le province Indiane, intese come i territori lungo il fiume Indo, furono nuovamente assegnati con tutte le competenze del caso a ufficiali macedoni. A prescindere dal dovere dei satrapi di controllare la pace, nell'imposizione fiscale e nel dopoguerra le province rimasero autonome, all'interno dei loro confini valevano le tradizionali regole giuridiche di ciascun popolo, nelle quali Alessandro interveniva solo se vedeva messa in questione la lealtà verso di lui.
L'Egitto giocò per Alessandro un ruolo particolare, riconoscendo a quel territorio una posizione autonoma all'interno dell'impero, mentre gli Achemenidi avevano trattato questa terra di antica cultura come una comune satrapia. Con il ruolo di liberatore egli staccò l'Egitto dall'organizzazione persiana delle satrapie e lo trattò allo stesso modo della parte asiatica, distacco che più tardi Tolomeo I favorì riguardo all'impero di Alessandro. Consapevole dell'importanza della terra del Nilo come primo produttore di cereali nella parte orientale del Mediterraneo, Alessandro divise l'amministrazione del territorio, per impedire la creazione di un potere regionale che facesse da contrappeso all'unità dell'impero. Come sotto gli antichi faraoni, l'amministrazione dei Nomi rimase tale e quale e furono reistituiti loro tradizionali primari distretti amministrativi dell'Egitto inferiore e superiore, che furono dotati ciascuno di un responsabile amministrativo locale, cui solo competeva l'amministrazione civile. La supervisione fiscale sull'intero Egitto fu tuttavia centralizzata e affidata al funzionario locale, ma di origini greche, Cleomene di Naucrati.
Il fondamento militare come anche la sicurezza del delta del Nilo erano separati l'uno dall'altro e affidati alla responsabilità di due distinti ufficiali macedoni. La sovranità diretta di Alessandro sull'Egitto fu lasciata cadere dal suo successore nel governo dell'impero Perdicca, in quanto questi nominò per l'intero Paese di nuovo un satrapo, Tolomeo I, che dopo il crollo dell'impero di Alessandro ricostituì per l'Egitto la sua posizione di stato indipendente, ma con indirizzo ellenistico.
Le parti dell'impero, come le satrapie, e l'anno della loro sottomissione:
| Macedonia                           | 336 a.C.     | Siria inferiore (Celesiria) | 332/331 a.C. | Carmania                          | 330 a.C. |
| Tracia                              | 336 a.C.     | Egitto                      | 331 a.C.     | Aracosia                          | 330 a.C. |
| Piccola Frigia                      | 334 a.C.     | Mesopotamia                 | 331 a.C.     | Paropamiso                        | 329 a.C. |
| Lidia e Ionia                       | 334 a.C.     | Babilonia                   | 331 a.C.     | Battria                           | 329 a.C. |
| Caria                               | 334 a.C.     | Susiana                     | 331 a.C.     | Sogdiana                          | 329 a.C. |
| Licia e Panfilia                    | 334 a.C.     | Persis                      | 330 a.C.     | Gandhara                          | 327 a.C. |
| Grande Frigia                       | 333 a.C.     | Media                       | 330 a.C.     | India superiore (Punjab)          | 327 a.C. |
| Paflagonia                          | 333 a.C.     | Tapuria e Mardia            | 330 a.C.     | India inferiore (Delta dell'Indo) | 325 a.C. |
| Cilicia                             | 333 a.C.     | Partia e Ircania            | 330 a.C.     | Gedrosia                          | 325 a.C. |
| Siria superiore (Assiria e Fenicia) | 333/332 a.C. | Aria                        | 330 a.C.     | Cappadocia                        | 322 a.C. |

### Le città
Fra i meriti generalmente riconosciuti ad Alessandro vi è la sua attività come fondatore di città, che rese possibile la diffusione della vita culturale greca nell'intera regione mediterranea, fino all'Asia centrale. Già da principe ereditario seguì l'esempio del padre, che aveva fondato la città di Filippi, e aveva fondato la sua prima città, che, come molte altre successive, portava il suo nome. Le misure urbanistiche prese durante le campagne militari avevano anche lo scopo di creare postazioni militari e di sicurezza per le vie di rifornimento e di essere punti geograficamente strategici. Inoltre esse rappresentavano i nuovi centri urbani delle terre occupate, dai quali poteva essere messa in risalto la potenza dello Stato sul territorio. Secondo antichi rapporti potrebbero essere state fondate da Alessandro più di venti città, sebbene Plutarco gliene attribuisca più di settanta, un numero, che probabilmente tutt'al più sta al di sotto delle postazioni militari e dei piccoli insediamenti rimasti anonimi negli scritti storici.
A mala pena un altro uomo prima o dopo di lui ha fondato così tante città, che furono concepite secondo il concetto greco della polis. Le nuove città furono in generale fondate in località già presiedute, come la famosa città egiziana di Alessandria, quando la popolazione locale residente, liberamente o su disposizione dell'autorità, fu trasferita all'interno dei confini cittadini.
Spesso era facile dare alle antiche città persiane un'impostazione come quella di una polis, per cui esse, soprattutto dal punto di vista dei greci, ricevevano lo Stato giuridico di città e ciò valeva come una nuova fondazione. La maggior parte di loro dopo la fondazione assumeva il nome di Alexándreia. I primi abitanti delle nuove città erano invalidi di guerra macedoni e greci o veterani scartati dall'esercito macedone. Di qui nacquero guarnigioni di sicurezza, che di regola erano composte da soldati greci o anche traci.
Ad essi si unirono successivamente persone provenienti dalle rispettive patrie in cerca di fortuna quali commercianti, artigiani e anche avventurieri. Questa espansione delle forme di vita cittadine attecchirono in una sovrappopolazione del mondo greco. Già Isocrate aveva in proposito consigliato Filippo II a trasferire greci esuli in nuove città dell'Asia Minore e anche Aristotele aveva consigliato il suo allievo Alessandro di prendere tali misure.
Più in là furono insediati anche gruppi di popolazioni orientali, che, come compatrioti all'interno della cittadinanza, costituirono comunità proprie separate da quelle ellene (politeuma). Ad esempio Alessandria d'Egitto era famosa per la sua grande comunità ebraica. Quanto tempo ci volle agli orientali per essere riconosciuti come cittadini è incerto: verosimilmente dovettero diventare elleni per assimilazione culturale.
Fondazioni di città che possono essere attribuite ad Alessandro:
| Città                                                |        | Anno di fondazione | Località                                      |
| ---------------------------------------------------- | ------ | ------------------ | --------------------------------------------- |
| Alessandropoli                                       | [ 31 ] | 340 a.C.           | presso Sandanski / Bulgaria                   |
| Tiro                                                 | [ 32 ] | 332 a.C.           | Tiro / Libano                                 |
| Gaza                                                 | [ 32 ] | 331 a.C.           | Gaza / Territorio autonomo palestinese        |
| Alessandria d'Egitto (Alexándreia pros Aigyptos)     | [ 33 ] | 7 aprile 331 a.C.  | Alessandria / Egitto                          |
| Alessandria in Aria                                  | [ 34 ] | 330 a.C.           | Herat / Afghanistan                           |
| Alessandria la preveniente (Alexándreia Prophthasia) | [ 35 ] | 330 a.C.           | Farah / Afghanistan                           |
| Alessandria in Arachosia (Alexándreia Arachōsíā)     | [ 36 ] | 330/329 a.C.       | Kandahar / Afghanistan                        |
| Alessandria del Caucaso                              | [ 37 ] | 329 a.C.           | Charikar o Bagram / Afghanistan               |
| Alessandria estrema (Alexándreia Eschatē)            | [ 38 ] | 329 a.C.           | Chujand / Tagikistan                          |
| Alessandria sull'Oxus                                | [ 39 ] | 328 a.C.           | Sito archeologico in Afghanistan              |
| Alexandria nell'oasi Merw (Alexándreia Margiana)     | [ 40 ] | 328 a.C.           | Merv / Turkmenistan                           |
| Nikaia sul Kophen                                    | [ 41 ] | 327 a.C.           | Kabul o Jalalabad (Afghanistan) / Afghanistan |
| Alessandria Bucefala e Alessandria Nicea             | [ 42 ] | 326 a.C.           | Jhelam / Pakistan                             |
| Alessandria sull'Akesine                             | [ 43 ] | 326 a.C.           |                                               |
| Prima Alessandria sull'Indo                          | [ 44 ] | 325 a.C.           | Uch / Pakistan                                |
| Seconda Alessandria sull'Indo                        | [ 45 ] | 325 a.C.           | Pakistan                                      |
| Patala città di legno (Xylenopolis)                  | [ 46 ] | 325 a.C.           | Thatta / Pakistan                             |
| Porto di Alessandro                                  | [ 47 ] | 325 a.C.           | Pakistan                                      |
| Alessandria Rhambakia                                | [ 48 ] | 324 a.C.           | Bela / Pakistan                               |
| Alessandria in Carmania (Alexándreia Karmānia)       | [ 49 ] | 324 a.C.           | Gav Koshi / Iran                              |
| Alessandria in Susiana                               | [ 50 ] | 324 a.C.           | Charax Spasinu / Iraq                         |

Nella situazione degli stati ellenistici a bassa densità di popolazione, a cominciare dall'impero di Alessandro e proseguendo sotto i diadochi, le città ellenistiche assunsero un ruolo particolare, che derivò da un compromesso tra la tradizionale autonomia dei modelli greci di polis, da una parte, e la subordinazione alle esigenze di un generale ordine pubblico (koinē eirēnē) dall'altra, del cui mantenimento solo la supremazia imperiale poteva garantire. Il maggior potere del re garantiva la libertà delle città dall'interno e dava loro un confine all'esterno. Alle città era anche garantita un'amministrazione democratica propria, ad eccezione delle città imperiali, ma rimanevano per gli altri affari subordinate al re, al quale, come fondatore (ktistes), esse dovevano i loro diritti di città e i loro privilegi e al quale per questo dovevano una venerazione divina e gli erano debitrici di imposte e tributi. Perciò, non per ultimi, i successivi re ellenistici legittimarono la loro sovranità sulla successione di Alessandro, poiché essi si basavano sull'autorità sulle loro città e così esse potevano sottomettere a loro la propria sovranità. Poiché esse erano state fondate nel territorio dell'impero, le città si aggiunsero alla organizzazione imperiale sulle satrapie. In compenso fu lasciata la gestione degli uffici del comune, il diritto di battere moneta, la sovranità finanziaria, così come il diritto a tenere un tribunale. I conflitti fra città non erano condotti con le armi, l'intervento armato era monopolio del re, bensì venivano risolti da un arbitro riconosciuto come neutrale. Il coinvolgimento della cultura cittadina nell'ordine giuridico del loro Stato monarchico rappresenta una delle più importanti innovazioni che accompagnarono i successi di Alessandro. Esso contribuì in modo determinante alla stabilità duratura degli stati a bassa densità e al superamento delle città-stato greche classiche, delle quali fino all'occupazione romana rimasero solo poche. Le città di Alessandro e dei suoi diadochi invece crebbero divenendo le più popolose dell'antichità, diventando centri del commercio mondiale e dell'artigianato, della formazione e dell'arte greca, nelle quali gli immigrati orientali crebbero nello spirito ellenistico, che si diffuse oltre i confini cittadini sul territorio circostante e illuminò l'occidente romano.

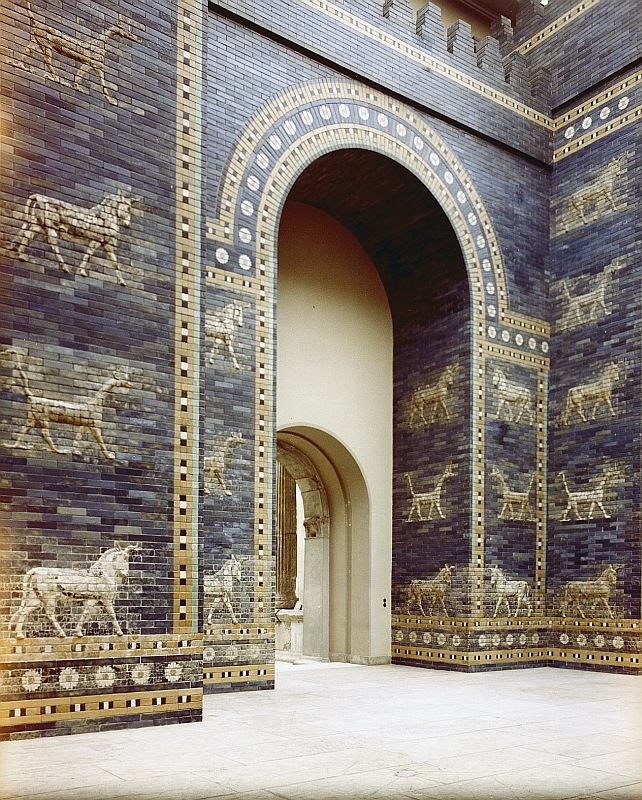
La porta di Ishtar, attraverso la quale Alessandro nel 331 a.C. entrò in Babilonia. Pergamonmuseum, Berlino.

### Le città imperiali
Il comportamento di Alessandro nei confronti delle "sue" città lo distingue da quello verso le città classiche greche, soprattutto nei confronti delle tre "capitali", Atene, Tebe e Sparta. È vero che egli, come egemone riconosciuto, presiedeva la lega di Corinto, però esse cercavano sempre, in tutte le occasioni, di difendere la loro libertà politica contro di lui. L'egemonia macedone era per i greci pesante e sopportata solo per obbligo, con il ricordo del loro orgoglioso passato e della loro presunzione nei confronti dei Macedoni. In numerosi conflitti armati essi cercarono perciò di far cadere l'egemonia macedone, mettendo in conto la rottura della pace stipulata sotto giuramento. Così in questo ambito si contano la battaglia di Tebe del 335 a.C., la guerra di Agide (334–330 a.C.) e, dopo la morte di Alessandro, la guerra lamiaca 323 - settembre-ottobre 322 a.C. (o 319 a.C.). Ma anche Alessandro, in questa contesa, non era privo di colpe, mentre egli saltuariamente intitolava le proprie competenze come egemone ed entrava negli affari delle città. Soprattutto il decreto di espulsione del 324 a.C. suscitò frequenti insurrezioni. Egli liberò circa 20.000 cittadini in esilio e concesse il rientro nelle loro città, tra cui i ben disposti verso la Macedonia e quelli cacciati dai democratici perché favorevoli al tiranno. Le modalità di rientro dovevano essere stabilite dalle singole città, per cui furono ripristinati antichi rapporti di proprietà e vi furono pagamenti d'indennizzi, il che rafforzò l'ostilità contro Alessandro. Questo decreto conteneva anche il rientro nella loro terra di origine dei cittadini di Samo cacciati da Atene, che per difendersi avevano però scelto Atene; questa fu una delle cause della guerra lamiaca. La sconfitta di Atene nel 322 a.C. ebbe come conseguenza la dissoluzione dell'alleanza ellenica. Il vincitore, sovrano de facto della Macedonia, Antipatro, pose le città sotto il suo diretto controllo, mise da parte la sua democrazia e al suo posto pose oligarchi favorevoli alla Macedonia e tiranni.
Le città imperiali rappresentavano nell'impero di Alessandro un'eccezione, poiché esse non erano sottoposte all'amministrazione delle province ma direttamente a quella dell'impero e perciò non disponevano di autonomia amministrativa. Una città imperiale si distingueva per la presenza di un palazzo imperiale (basileion); queste erano, sotto Alessandro, Pella, con il palazzo di Archelao I, l'egiziana Alessandria, con il proprio palazzo disabitato e Babilonia, con il palazzo di Nabucodonosor II. Babilonia aveva conservato sotto gli Achemenidi il suo posto di città più ricca e benestante, per cui la sua fiducia in sé stessa poggiava sulla sovranità persiana e la sua forza irradiante era giunta fino alla Grecia. Era la residenza preferita di Alessandro, qui era custodito il tesoro del suo Stato e stava la sua corte e qui egli morì. Era la capitale ufficiosa del suo impero. Per il suo successore Seleuco I rappresentava la base di partenza del suo regno, però sotto di lui essa perdette il suo carattere di capitale, dopo che il centro della sovranità dei Seleucidi fu trasferito dalla Mesopotamia alla Siria.
Pella e Alessandria al contrario mantennero anche, rispettivamente sotto gli Antigonidi e i Tolemaici, il loro rango di città reali. Le antiche residenze persiane di Susa, Ekbatana e Persepoli, con i loro palazzi distrutti da incendi, persero già sotto Alessandro il loro status di città reali e scesero gradualmente al rango di città provinciali.
La situazione giuridica delle città greche della costa ionica liberate rimase, sotto l'impero di Alessandro, piuttosto confusa. Alessandro vi aveva deposto i tiranni filo-persiani a favore di un regime democratico, ma esse non si legarono al patto ellenistico. Per le guerre esse concessero una tassa volontaria (syntaxis), che in senso ampio poteva essere considerata il proseguimento del vecchio tributo ai persiani (phoros). A Efeso questo fu da Alessandro perfino reclamato, ma solo per il locale santuario di Artemide, che dalla sua nascita era andato distrutto da un incendio. In realtà le città ioniche erano, da questo punto di vista, piuttosto autonome, tuttavia poterono alla fine in politica estera appoggiarsi all'impero di Alessandro, come dimostra la presenza di guarnigioni macedoni a Rodi, Chio, Side e successivamente anche a Efeso. Le città fenicie e Cipro, che erano importanti per il commercio marittimo, avevano il dovere di seguire come vassalle Alessandro, che era subentrato nella sovranità agli achemenidi. Tiro, dopo la sua occupazione del 332 a.C. cadde persino sotto la diretta direzione di Alessandro, garantita dall'installazione di una guarnigione.

## Culto del sovrano
Una novità introdotta con l'impero di Alessandro rispetto all'antico concetto di sovrano, che aveva carattere di modello per i suoi successori ellenistici e poi romani, fu l'introduzione, verso la fine della sua vita, dell'apoteosi, ovvero della pretesa di essere riconosciuto come un dio vivente. All'inizio la sua fu una sovranità programmata, laica, da legittimare attraverso l'elevazione sacra del suo titolare, che si manifestò in un vasto culto del sovrano. Il concetto che un mortale, che aveva compiuto imprese sovrumane, poteva essere collocato accanto agli dei e che si era generato nel mondo dei credenti greci, si sviluppò anche nei confronti di Alessandro ma a questo punto in un paradosso, poiché solo una minoranza del mondo istruito greco era pronto a riconoscere a lui un tale stato. Forse Alessandro si orientò a un modello persiano, anche se incompreso dal mondo ellenico, secondo il quale si diceva che i re persiani godessero di un'esistenza analoga a quella degli dei. In ogni caso egli reclamò la sua sovranità, come gli Achemenidi, sulla base di un diritto divino. Alessandro, durante le sue campagne d'invasione, si appellò più volte alla volontà degli dei per legittimare la sua sovranità sull'Asia. La prima volta lo fece nel 334 a.C. lanciando il suo giavellotto sulle coste dell'Asia Minore, quindi con lo scioglimento del nodo di Gordio nel tempio-santuario della città omonima nel 333 a.C. e infine nella sua lettera a Dario III nello stesso anno. Il suo stesso incontro in visita all'oracolo di Siwa, un santuario dedicato al dio egiziano Amon, identificato dagli elleni con Zeus, rappresenta uno degli episodi della sua biografia più frequentemente discussi. Dai rapporti di molti storici si deduce come Alessandro, in un interrogatorio confidenziale con l'oracolo, avrebbe avuto le risposte giuste alle sue domande. La sua speranza di un successo nell'invasione dell'Asia sarebbe stata una richiesta, come dal suo ambiente era naturale e accettato Tuttavia si erano da questo momento in avanti moltiplicate le voci, che vogliono aver riconosciuto nella visita di Alessandro presso l'oracolo anche una conferma della diretta discendenza del medesimo da Zeus.
Ciò potrebbe tuttavia essere una volta di più il risultato di un malinteso, poiché il Signore dell'Egitto, riconosciuto dai sacerdoti sempre come "Figlio di Amon-Ra" cui così essi si rivolgevano, una dignità che quasi ex officio era legata al faraone, nella cui posizione Alessandro fu, dopo la visita all'oracolo, intronato.

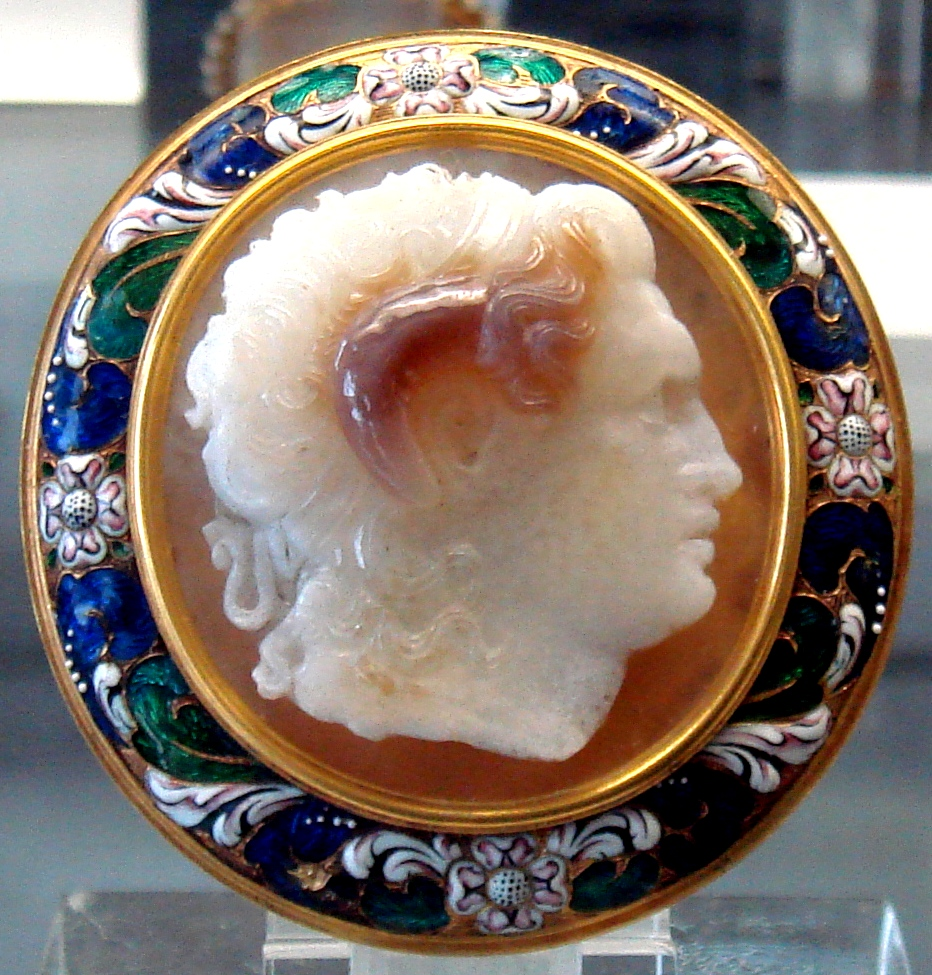
Alessandro rappresentato come figlio di Zeus-Amon, riconoscibile dal corno di ariete. Cammeo di origini probabilmente romane, prodotto in periodo augusteo. Museo delle monete, medaglie e antichità, Parigi.

Anche se questo corrispondeva al loro mondo di idee, l'apoteosi presso gli elleni era soprattutto un'occasione politica e sociale elevata. Ai Macedoni essa non pareva naturale, con la loro spiccata tradizione del padre, nella quale l'ipotesi di una filiazione divina suonava soprattutto come disconoscimento del padre naturale e presso di loro essa non s'impose mai, neanche dopo la morte di Alessandro. Per i Greci, perseveranti nei loro principi di libertà e uguaglianza, valeva come arrogante bestemmia ed era percepita come eccezionale segno di carattere dispotico, personificato fra l'altro in un ripugnante esempio della monarchia achemenide, che anelava, nella sua apparente religiosità, a ridurre in schiavitù tutti i popoli. Un'ascendenza divina pareva presso gli elleni tutt'al più il collegamento accettabile a un eroe, piuttosto che a una persona deificata dei tempi preistorici, come ad esempio l'origine della casa regnante macedone, attribuita ad Eracle o quella della madre di Alessandro, attribuita ad Achille. Ma sostenere una diretta ascendenza divina era percepito come segno di tradimento dell'ellenismo e di un'arrogante megalomania, che significava, non diversamente dalla successiva cesaromania romana, che poneva in discussione la parità dei ranghi ellenica, e, a livello d'intenzione, voler raggiungere su di loro una tirannide, proprio secondo il modello dei re persiani. Per lo meno fino ai suoi ultimi anni di vita, Alessandro non disconobbe la sua paternità terrena e non reclamò per la sua discendenza alcun onore divino, tollerò tuttavia ciò, quando glielo si offriva per lusingarlo.
 Con questo comportamento ambivalente, associato alla successiva appropriazione accompagnata da attitudine orientale alla sovranità, come al cerimoniale di corte, i segni di sovrano o la proskynēsis, suscitò sospetto nel suo ambiente. Le arie che si dava producevano presso i circoli conservatori l'opposizione e in parte conflitti mortali (Parmenione, Clito).
Tra i contemporanei circolò la voce, che sua madre Olimpia, che era criticata per il suo comportamento pio e il suo odio per Filippo II, avesse nel suo ultimo colloquio con il figlio rivelato la verità sulla sua ascendenza divina, sulla qual cosa si sarebbero poggiate le sue convinzioni. Per i suoi nemici, come Demostene, tali impressioni confermavano il giudizio su di lui e preparavano il terreno di coltura per la critica e la presa in giro.
Solo nell'ultimo anno della sua vita e dopo la fine delle sue campagne, Alessandro, nel 324 a.C., pretese da tutti i sudditi del suo impero, anche dalle città greche, il suo riconoscimento come dio, che emerse dalla sua accresciuta autostima. Questa risultò nuovamente dal susseguirsi dei suoi pressoché inauditi successi, che avevano superato quelli di un Eracle o di un Dioniso. Ernst Badian avanzò in proposito l'ipotesi, che già l'oracolo di Siwa gli avesse pronosticato il suo innalzamento al rango di divinità come ricompensa ancora durante il corso della sua vita terrena, dando per scontata la premessa della sua occupazione del territorio asiatico La richiesta di Alessandro non è sboccata in una resistenza, come emerge dalla diffusione e durata del suo culto molto oltre i confini del suo effettivo impero. Da alcuni dei suoi compagni, soprattutto da quelli della sua generazione, l'"orientalizzazione" dei suoi comportamenti fu accettata in parte tacitamente o addirittura emulata, come ad esempio dal diadoco Peucesta, che a Persepoli eresse un altare ad Alessandro, o da Eumene di Cardia, che fece del divino Alessandro il capo delle truppe dello scudo argenteo. Essi anticiparono l'Imitatio Alexandri promossa più tardi dai diadochi e poi dai Romani. Anche presso i Greci vi era la disponibilità a riconoscere Alessandro come un dio. Ad Atene egli venne riconosciuto come il tredicesimo dio, su sollecitazione di Demade ma contro la resistenza di Demostene dall'Ecclesia, e venerato mediante una statua come "invincibile dio", il che fu commentato non senza ironia dal cinico Diogene Laerzio. Perciò partirono per Babilonia inviati alla festa, che posero sul capo di Alessandro corone dorate, com'era usuale nei confronti di un dio. Persino gli spartani, che avevano rifiutato l'adesione all'alleanza ellenica, introdussero il culto di Alessandro. Qui e ad Atene ciò durò tuttavia fino al decesso di Alessandro nel 323 a.C., in seguito al quale Demade, a causa della sua empietà fu condannato a una sanzione pecuniaria da parte della sua città. Presso gli elleni il distacco degli uomini verso gli dei fu superato con gli Eroi (hērōs), e come tale anche Alessandro venne accettato persino da alcuni suoi critici, come da Polibio, che nel suo contributo non lo riconobbe, è vero, come dio, ma come persona sovrumana. Per gli altri popoli Alessandro fu considerato una divinità solo dagli Egiziani grazie al suo titolo di faraone, ma non dai Fenici, né dagli Ebrei o dai Siriani, Babilonesi e Persiani, che già non avevano riconosciuto i propri re "nazionali" come tali. Però il suo culto si diffuse nel territorio della sua sovranità, limitatamente alla sua venerazione sotto i Diadochi e attraverso la fondazione delle sue città ellenistiche, nelle quali al fondatore (ktistes) veniva riconosciuto da sempre il rango di divinità con la corrispondente venerazione. Il culto di Alessandro si diffuse ancora nel periodo precristiano oltre il territorio effettivamente soggetto alla sua sovranità nell'intera regione mediterranea, cosicché per esempio Cesare si rammaricò per il piccolo territorio conquistato da lui rispetto a quello di Alessandro, davanti ad una statua del condottiero macedone, esposta nel santuario di Eracle, a Cadice, in Spagna. In Egitto il culto di Alessandro come dio dello Stato fu istituzionalizzato dai tolemaici, i suoi sacerdoti godevano colà della più alta stima ed erano collegati al regno fin dalla metà del II secolo a.C.. Nel periodo augusteo, al grande tempio di Zeus ad Olimpia un privato fece dono di una statua rappresentante Alessandro e proveniente da Corinto, come regalo per la venerazione E ancora presso gli oratori pagani della tarda antichità egli era noto come "figlio di Zeus".

## Idee dell'umanità
Dal suo mentore Aristotele Alessandro aveva ricevuto l'incisiva esortazione a comportarsi con gli Elleni come amico e guida di uomini liberi, ma a vedere i barbari (barbaroi) asiatici come nemici e futuri schiavi. Questa esortazione rispecchiava la generale visione del mondo degli antichi Greci, diviso fra un'umanità ellenica decisamente civilizzatrice e una barbara, priva di cultura e incivile. Per gli elleni la barbarie, soprattutto quella impersonata dagli orientali, era considerata rammollita, servile e incapace di autostima. Fin dalle guerre persiane gli orientali erano visti come nemici. 
Platone li vedeva come i nemici naturali degli elleni, l'odio verso i Persiani era per Senofonte un'espressione dal significato nobile e per Isocrate la rappresaglia per i danneggiamenti dei templi operati da Serse I era il più alto imperativo per ogni elleno.
Il dissenso consisteva tuttavia nella questione della ricevibilità di un barbaro nei circoli culturali civilizzati. Per Aristotele questo era un ostacolo insuperabile, poiché egli definiva la barbarie come un'ascendenza razziale. Ma già il "padre della storia scritta", Erodoto, aveva creduto nell'ellenizzazione attraverso la formazione e la lingua, per cui un barbaro, con l'acquisizione di questi criteri, poteva diventare un elleno. Secondo il sofista Antifonte, tutti gli uomini, gli elleni come i barbari, sono in ogni riguardo eguali, solo la formazione fa la differenza. Questo modo di vedere fu rappresentato fra gli altri anche da Isocrate nelle sue considerazioni, nelle quali anche Alessandro poteva confidare. Egli sostenne questo atteggiamento in ogni caso durante le campagne contro gli asiatici, che affrontava con rispetto e che accolse tra i suoi compagni (hetairoi) e cui nella sua corte assegnò importanti cariche e le cui divinità rispettava. Per questo egli sollevava l'incomprensione della sua gente greca e macedone. In questo egli non fece altro che imitare gli Achemenidi, alla cui corte medici, insegnanti e artisti greci erano tenuti in gran considerazione e non per ultimi i mercenari che nell'esercito erano molto richiesti. Simile a loro, il loro successore Alessandro si vide come arbitro dell'umanità, che tutti popoli, attraverso un comune modo di pensare e di vivere, si aggiungono ad un corpo e volle promuovere la fratellanza fra loro. Però, a differenza degli Achemenidi, egli perseguiva per questo ideale un programma mirato, nel quale elleni e orientali dovessero essere posti allo stesso modo in armonia (homonoia) in tutti gli affari dello Stato e dell'esercito. Questo ideale era originariamente sorto dalla necessità dei Greci di pace e unità fra loro per combattere insieme i Persiani: Alessandro voleva ora legare a loro anche gli ex nemici. Egli in proposito sollevò resistenze, specialmente da parte dei suoi vecchi combattenti macedoni, che della loro naturale inclinazione era rimasto null'altro che il disprezzo per i Persiani e che provavano nell'accostarsi del loro re a questo popolo e ai suoi costumi disprezzo e in parte aperto rifiuto. L'"orientalizzazione" di Alessandro stava tuttavia di fronte alla sua pretesa ellenizzazione, la quale, attraverso la formazione e la parola, doveva concludersi in un civilizzato ed ellenico circolo culturale. Nel giudizio degli scritti storici Alessandro perseguiva così una politica di mescolamento di popoli, nel cui risultato sotto la sua sovranità i vecchi e nemici circoli culturali dell'occidente e dell'oriente dovevano unirsi e i loro abitanti aprirsi ad un processo popolare di uno Stato culturalmente omogeneo. Per raggiungere tale obiettivo egli aveva sollecitato la stessa comprensione dai Macedoni e dagli altri Greci e la medesima apertura mentale per la cultura orientale e il modo di vivere, per la quale egli era diventato un modello. Egli sollevò in proposito reazioni diverse fra i suoi compagni, dal palese rifiuto (Parmenione, Clito, Callistene) alla disinteressata indifferenza (Cratero, Perdicca), fino alla premurosa accettazione (Efestione, Peucesta). L'avvicinamento culturale doveva infine essere agevolato quando nel 324 a.C. circa 10.000 combattenti macedoni si sposarono a Susa nel corso della cerimonia dei matrimoni di Susa, con donne asiatiche, dai quali doveva nascere e crescere la prima generazione del popolo del nuovo Stato. Molti Macedoni avevano già durante le campagne militari, iniziato un concubinato con donne locali, i cui figli avrebbero dovuto crescere liberi dagli antichi costumi. Dagli orientali, che di gran lunga più volonterosamente lo seguivano, Alessandro pretese nuovamente l'accettazione della lingua e della formazione greca. Funse qui da modello la madre del re Dario III, Sisigambi, che per poter comprendere il suo figlio adottivo imparò volenterosamente la lingua greca. La stessa cosa valse per il resto della famiglia reale, la moglie e i nobili persiani al suo seguito, poiché Alessandro non aveva imparato il persiano. Inoltre dovettero essere reclutati 30.000 combattenti nell'Asia centrale, che si erano rivelati più forti nell'arte della guerra persiana e che oltre alla lingua furono istruiti nell'arte macedone della guerra e sul modo di combattere, come presupposto per l'accettazione nel suo esercito. La morte precoce di Alessandro mise fine alla realizzazione dei suoi utopici ideali sulla società. I suoi successori non proseguirono nella politica di mescolanza dei popoli, o perché essi stessi contrari o perché non ritenevano tale presupposto necessario, tanto più che erano già sufficientemente impegnati nelle loro guerre. La maggior parte degli alti ufficiali ripudiarono presto le loro mogli orientali e anche nella loro successione si appoggiarono quasi esclusivamente ai Macedoni o ai Greci. Nei regni da loro fondati, gli Orientali e gli Elleni rimasero in comunità separate distinte le une dalle altre, per quanto rappresentassero ora le classi dominanti. Però la politica di Alessandro aveva influito sullo sviluppo sociale dei propri successori, nella misura in cui la concezione dell'ellenizzazione dell'Oriente attraverso l'assimilazione culturale dei suoi abitanti proseguì ancora per secoli. Per l'ascesa sociale e la partecipazione alla politica, all'economia e alla sapienza nell'impero ellenistico era data per scontata l'accettazione di una formazione e di un modo di vivere greco, ai quali si orientava di conseguenza per il futuro la popolazione di origine orientale aiutando così la loro reputazione nell'ellenismo. La persona di riguardo nell'ellenismo, qualunque fosse la sua origine, era subito solo ancora conosciuto come hellēnistai.
Persino le idee di Alessandro sulla mescolanza dei popoli trovarono una prosecuzione, anche se non programmatica, nei matrimoni di numerose persone semplici, che non potevano permettersi il lusso dello snobismo nazionale. Per Polibio furono i loro successori, come anche ognuno dei combattenti di Alessandro e le loro concubine, noti come mixhellēn, che costituirono gran parte della cultura ellenistica cittadina. Tra questi si possono contare sempre anche i Seleucidi, seguaci in Siria, la cui madre capostipite era stata la principessa persiana Apama, andata sposa a Seleuco I Nicatore. E anche l'idea di unità (homonoia) andò avanti, per quanto appartenga alle ironie della storia il fatto che essa nelle popolazioni degli stati ellenistici dell'Asia e dell'Egitto poteva essere concretizzata e non nelle città-stato della Grecia classica, da dove si era originariamente propagata. Per il futuro in oriente non combatterono più l'una contro l'altra popolazioni bensì dinastie, mentre in Grecia l'antico disaccordo tra città e alleanze di città, tra le polis greche e la Macedonia proseguì e una duratura concordia poté instaurarsi solo sotto il controllo romano.

## I successori

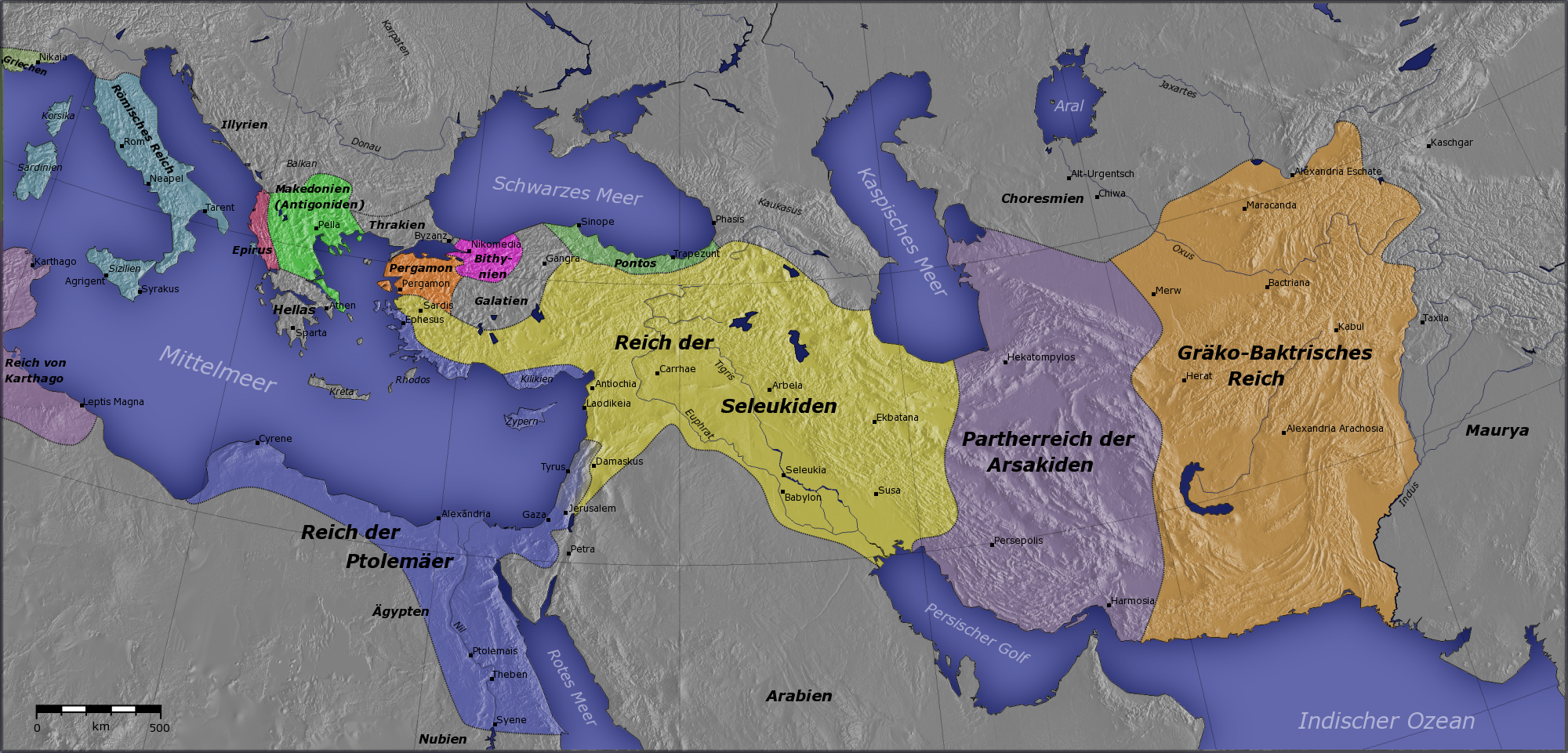
Il mondo degli stati ellenistici come eredità dell'impero di Alessandro Magno, dopo le guerre dei diadochi.

La morte precoce di Alessandro avvenuta nel 323 a.C. a Babilonia pose gli ufficiali macedoni del suo esercito di fronte ai quesiti complicati della successione, per la quale ambizioni di potere personali dei diversi attori li condussero vicino a una guerra fraterna. La stessa famiglia reale era da questo momento in poi priva di membri maschi capaci di agire, tagliati fuori da un'autonoma politica di potere. Le donne in grado di agire invece dovettero contribuire al tramonto della dinastia argeade attraverso una sanguinosa battaglia concorrenziale l'una contro l'altra. Il potere stava da allora innanzi nelle mani dei generali macedoni, uno dei quali, Arrideo, della fanteria di Filippo III, lo proclamò di sua iniziativa re. È vero che la madre non era neanche macedone, ma una proveniente dalla Tessaglia era più accettabile di un'asiatica. Dopo un compromesso con gli Eteri anche il pari diritto Alessandro IV di Macedonia fu innalzato alla dignità di re. Il vecchio eracleo fu scelto per la successione, per quanto accanto alla sua illegittimità anche la sua anzianità avrebbe potuto giocare un ruolo decisivo, poiché egli era diventato maggiorenne prima di Alessandro IV, che non rientrava nei piani di potere dell'ambizioso generale. Questi generali volevano subentrare nell'effettiva successione (diadochē) di Alessandro, che Perdicca per primo si poté assicurare come reggente per conto del re. Sotto la sua guida fino al 321 a.C. la provincia dell'Asia Minore di Cappadocia venne sottomessa, cosa che non era riuscita ad Alessandro stesso, per cui il suo impero raggiunse la sua massima estensione territoriale. Ma l'autorità del reggente venne molto presto messa in discussione e sfidata già nella prima guerra dei diadochi (321–320 a.C.). Con la conferenza di Triparadiso fu stabilito come nuovo reggente Antipatro, che secondo la famiglia della casa reale dopo un decennio di assenza era rientrato in Macedonia. Qui però egli morì già nel 319 a.C., dopo di che scoppiò la seconda guerra dei diadochi, nella quale i generali e la casa reale si falcidiarono a vicenda. L'integrità strutturale dell'impero di Alessandro si trovò di lì in avanti in un processo di dissoluzione non più arrestabile. Nella pace dei diadochi del 311 a.C. gli ultimi signori della guerra rimasti si divisero di fatto l'impero secondo i rispettivi territori di influenza. Il conseguentemente deciso passaggio di consegna del potere sovrano all'ancora vivente re Alessandro IV fu intesa da parte di Cassandro I come un'esortazione a occuparsi di questi problemi. Egli fece uccidere in gran segretezza il re e sua madre nel 310 a.C. L'anno seguente anche l'ultimo maschio argeade fu ucciso da Poliperconte. I diadiochi in questo momento, grazie alla loro storia di guerra, si sentirono legittimati nella loro sovranità sull'ex impero di Alessandro, seguendo l'antico principio della "terra guadagnata con il giavellotto". La maggior parte di essi aspirava alla suddivisione dell'impero nei territori soggetti alla loro sovranità. Solo Antigono I detto "il guercio", e suo figlio Demetrio I detto l'"assediatore" (Πολιορκητής = Poliorketés) sollevarono la pretesa della successione nell'intero impero, per cui furono sconfitti nella decisiva battaglia di Ipso del 301 a.C., dopo di che ogni progetto di unità trovò la sua fine. In sostanza sorsero dall'impero di Alessandro i regni degli antigonidi in Macedonia, dei tolemaici in Egitto e dei seleucidi in Siria, dai quali si staccarono successivamente altri regni ellenistici, come ad esempio Pergamo e il Ponto o il regno greco-battriano.

### Fonti primarie
- Eschilo, I Persiani;
- Arriano, Anabasi e Indikà;
- Ateneo di Naucrati, Deipnosophistai;
- Cassio Dione, Storia romana;
- Claudio Eliano, Varia Historia;
- Claudio Tolomeo, Geographike Hyphegesis;
- Quinto Curzio Rufo,  Historiarum Alexandri Magni Macedonis;
- Dinarco, Contro Demostene;
- Diodoro Siculo, Bibliotheca historica (Libro 17);
- Diogene Laerzio;
- Erodoto, Historíai;
- Iperide, Epitaphios;
- Isocrate, Filippo, Nicocle, Panegyrikos, Panatenaico ed Euagoras;
- Pausania, Helládos Periēgēsis;
- Platone, Nomoi e Politéia;
- Plinio il Vecchio, Naturalis historia;
- Plutarco, Vite parallele: Alessandro, Cesare e Moralia = De Alexandri Magni fortuna aut virtute (de fort. Alex.);
- Polieno, Stratagemmi;
- Polibio, Historíai;
- Sofocle, Philocrates;
- Svetonio, Vite dei Cesari: Cesare e Vitellius;
- Senofonte, Agesilao e Anabasi.

### Testi generali
- Hermann Bengtson: Griechische Geschichte – Von den Anfängen bis in die römische Kaiserzeit, München, 1977 (6. Auflage, 1996).
- Helmut Berve: Das Alexanderreich auf prosopographischer Grundlage. 2 Bände, München 1926.
- A. Brian Bosworth: Conquest and Empire. The Reign of Alexander the Great. Cambridge 1988, ISBN 0-521-40679-X.
- Alexander Demandt: Alexander der Große – Leben und Legende. München 2009.
- Johann Gustav Droysen: Geschichte des Hellenismus. 3 Bände, hrsg. von Erich Bayer, Tübingen 1998, ISBN 3-534-14204-7.
- Peter Marshall Fraser: Cities of Alexander the Great. Oxford 1996.
- Hans-Joachim Gehrke: Alexander der Grosse. 4. Auflage, (C. H. Beck Wissen, Band 2043), München 2005, ISBN 3-406-41043-X.
- Franz Hampl: Alexander der Grosse. 3. Auflage, (Persönlichkeit und Geschichte, Band 9), Göttingen/Zürich 1992, ISBN 3-7881-0009-5.
- Heinz Heinen: Geschichte des Hellenismus. Von Alexander bis Kleopatra. 2. Auflage, (C. H. Beck Wissen, Band 2309), München 2007, ISBN 978-3-406-48009-6.
- Robin Lane Fox: Alexander der Grosse. Eroberer der Welt. 4. Auflage, Übers. von Gerhard Beckmann, Stuttgart 2005, ISBN 3-608-94078-2.
- Siegfried Lauffer: Alexander der Große. 4. Auflage, (Deutscher Taschenbuch Verlag (DTV), Band 4298), München 2004, ISBN 3-423-34066-5.
- William Woodthorpe Tarn: Alexander der Grosse. 2 Bände, Darmstadt 1948.
- Hans-Ulrich Wiemer: Alexander der Große. München 2005, ISBN 3-406-52887-2.

### Testi specialistici
- Ernst Badian: The Administration of the Empire, In: Greece & Rome, Vol. 12 (1965), S. 166–182.
- Ernst Badian: The Deification of Alexander the Great, In: Ancient Macedonian Studies in Honor of Charles F. Adson (1981), S. 27–71
- A. Brian Bosworth: Alexander and Ammon, In: Greece and the Eastern Mediterranean in Ancient History and Prehistory (1977), S. 67–75.
- A. Brian Bosworth: The Government of Syria under Alexander the Great, In: The Classical Quarterly, Vol. 24 (1974), S. 46–64.
- A. W. Collins: The Office of Chiliarch under Alexander and the Successors. In: Phoenix, Vol. 55 (2001), S. 259–283.
- Ernst A. Fredricksmeyer: Alexander, Zeus Ammon, and the Conquest of Asia, In: Transactions of the American Philological Association (1974-), Vol. 121 (1991), S. 199–214.
- N. G. L. Hammond: The Kingdom of Asia and the Persian Throne, In: Antichthon, Vol. 20 (1986), S. 73–85.
- Sylva Harst: Der Kuss in den Religionen der Alten Welt: ca. 3000 a.C. – 381 n. Chr., In: Religionswissenschaft Bd. 7 (2004).
- Alfred Heuss: Alexander der Große und das Problem der historischen Urteilsbildung, In: Historische Zeitschrift, Bd. 225 (1977), S. 29–64.
- Henry M. de Mauriac: Alexander the Great and the Politics of „Homonoia“, In: Journal of the History of Ideas, Vol. 10 (1949), S. 104–114.
- Klaus Rosen: Der ’göttliche’ Alexander, Athen und Samos, In: Historia: Zeitschrift für Alte Geschichte, Bd. 27 (1978), S. 20–39.
- Fritz Taeger: Alexander der Große und die Anfänge des Hellenistischen Herrscherkults, In: Historische Zeitschrift, Bd. 172 (1951), S. 225–244.
- Gregor Weber: Der Hof Alexanders des Großen als soziales System, In: Saeculum, Bd. 58 (2007), S. 229–264.